# Пророссийские протесты на юго-востоке Украины (2014)
Пророссийские протесты на юго-востоке Украины в 2014 году, также известные как Русская весна — общественно-политические акции против украинских властей, в защиту статуса русского языка, под антиправительственными, федералистскими, пророссийскими и сепаратистскими лозунгами, прошедшие (наряду с про-правительственными и проукраинскими акциями) в конце февраля — начале марта 2014 года в Донецке, Луганске, Харькове и Одессе. Протесты были организованы советниками Кремля Сергеем Глазьевым и Владиславом Сурковым, и превратились в пророссийское сепаратистское движение. Обстановка выдвинула на первый план внутренние противоречия украинского общества, которые начали проявляться ещё в середине 1990-х годов и обострились во времена «Оранжевой революции», а затем — в ходе «революции Достоинства».
Протестные настроения пророссийски настроенной части населения мотивировал, в том числе, предшествовавший захват Крыма Россией. Перемещения Россией значительных масс вооруженных сил близко к границам Украины и другие сигналы РФ мотивировали часть населения поверить, что российская армия вскоре зайдет на Донбасс.
По мере радикализации выступлений и появления новых пророссийских лидеров мирные протесты на территории Донецкой и Луганской областей постепенно переросли в вооружённое противостояние, а лозунги федерализации Украины сменились здесь требованиями самостоятельности регионов и привели к провозглашению Донецкой и Луганской народных республик. Для подавления сепаратистских выступлений украинское руководство объявило о начале антитеррористической операции. В остальных регионах в результате жёсткой позиции властей открытые массовые протесты постепенно сошли на нет.
Существует мнение, что к настоящему времени понятие «юго-восток Украины», предполагающее единую позицию населения макрорегиона по ключевым политическим вопросам, заметно отличающуюся от настроений населения других регионов (запад и центр Украины), утратило смысл в связи с колоссальными сдвигами в общественном мнении, произошедшими в результате аннексии Крыма и войны на Донбассе.

## Действия Верховной Рады Украины
22 февраля Верховная рада приняла постановление о том, что президент Виктор Янукович «неконституционным образом самоустранился от осуществления конституционных полномочий» и не выполняет свои обязанности, а также назначила досрочные президентские выборы на 25 мая 2014 года и сменила членов правительства.
Верховная рада также проголосовала за отмену закона «Об основах государственной языковой политики» от 3 июля 2012 года, что вызвало волнения в некоторых юго-восточных городах, и хотя 27 февраля председатель Верховной Рады Александр Турчинов наложил вето на это решение и поручил сформировать Специальную временную комиссию для незамедлительной подготовки нового языкового закона, ущерб уже был нанесён. Участники протестных акций тревожились относительно исключения русскоязычных из общенационального политического процесса и требовали наделить русский язык статусом второго государственного.

## Аннексия Крыма
В Крыму началась протестная мобилизация населения, инициированная в основном местными жителями, но подогреваемая и организуемая российскими спецслужбами. Пророссийская партия «Русское единство» инициировала создание сил самообороны, а российские агенты организовали и координировали их. Их участниками стали как местные жители, набранные пророссийскими группами, так и члены местных ОПГ, набранные при помощи российских спецслужб.

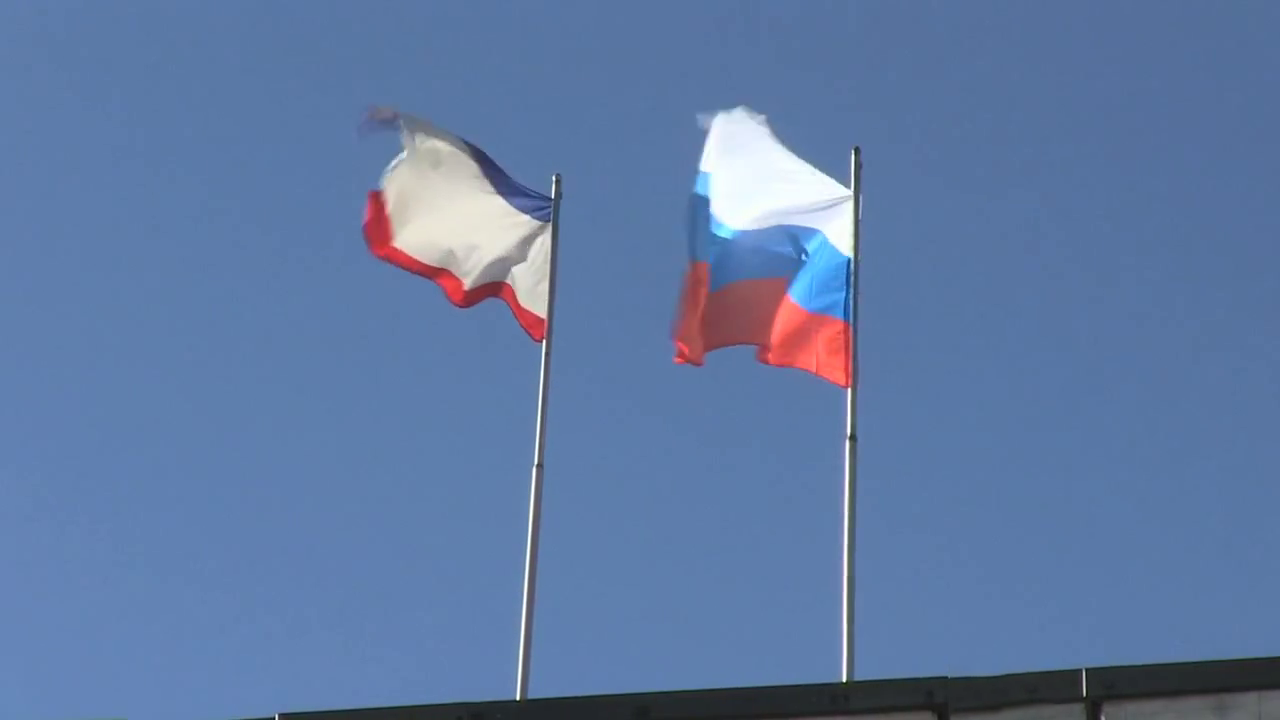
Флаги АР Крым и России над зданием Верховного Совета Крыма в Симферополе, захваченные российским спецназом 27 февраля 2014 года. Фотография 3 марта 2014 года

21 февраля произошла потасовка между пророссийскими активистами и сторонниками Евромайдана, которые пытались провести рядом с парламентом акцию «против отделения Крыма от Украины».
С 22 февраля на выездах из Севастополя начали действовать блокпосты, организованные добровольцами из местных общественных формирований, милицией и ГАИ.
23 февраля в отставку подал председатель Севастопольской городской государственной администрации Владимир Яцуба. По его словам, решение было связано с митингом, прошедшим накануне. В этот же день российские регулярные войска начали действовать на территории Крыма.
Вечером 24 февраля на внеочередной сессии городского совета по требованию митингующих главой Севастополя был назначен российский бизнесмен Алексей Чалый, попытка ареста которого была сорвана.
26 февраля Меджлис крымскотатарского народа организовал проукраинский митинг около здания Верховного Совета Крыма против поднятия депутатами вопроса о статусе Крыма. Одновременно здесь же проходил пророссийский митинг. Между участниками двух митингов вспыхнул конфликт, в результате которого 30 человек получили травмы и ранения и двое человек погибли.
27 февраля бойцы российского спецназа захватили здания Верховного совета АР Крым и Совета министров автономии, подняли над ними российские флаги и забаррикадировали подступы к зданиям; захваты стратегических объектов российскими военными без знаков различия происходили и в дальнейшем. В здании блокированного Верховного совета депутаты, собравшиеся на внеочередное пленарное заседание, проголосовали за отставку прежнего Совета министров, назначили новым руководителем правительства Сергея Аксёнова и объявили о проведении в Крыму 25 мая 2014 года референдума «по вопросам усовершенствования статуса и полномочий» региона, однако позднее дата и вопрос референдума были изменены. 1 марта Аксёнов заявил о переподчинении непосредственно себе силовых структур на территории АР Крым.
Референдум о статусе Крыма состоялся 16 марта, 17 марта на основании результатов референдума и Декларации о независимости, принятой 11 марта, была в одностороннем порядке провозглашена суверенная Республика Крым, в состав которой вошёл Севастополь в качестве города с особым статусом. 18 марта был подписан договор между Российской Федерацией и Республикой Крым о принятии Республики Крым в состав России, в соответствии с которым в составе России были образованы новые субъекты — Республика Крым и город федерального значения Севастополь.

## Начало волнений
В областных центрах Юго-Востока накал противостояния привёл к столкновениям между сторонниками и противниками новой власти, в ходе которых появились первые жертвы. В отчёте Миссии ОБСЕ по оценке положения в области прав человека, работавшей на Украине в марте-апреле 2014 года, указывалось, что с конца февраля 2014 года возникла тенденция одновременного проведения собраний, организуемых группами сторонников и противников Майдана, с применением насилия. За единичными вспышками насилия последовали более жёсткие столкновения. Такие события происходили во всех городах, посещённых Миссией, в особенности в Донецке, Луганске, Николаеве, Одессе, Севастополе, Симферополе и Ялте. Методы, применявшиеся виновниками этих актов насилия в отношении своих оппонентов, включали, в числе прочего, поджоги легковых автомобилей, рассылку угроз через социальные сети в Интернете, запугивание путём публикации в Интернете персональных данных, травлю отдельных лиц в листовках (обвиняющих их в совершении уголовных преступлений), которые вывешивались в местах их проживания, агрессивные кампании в СМИ, шантаж и проведение милицейских расследований не в отношении предполагаемых преступников, а в отношении пострадавших. В течение всего периода работы Миссии и во всех регионах, где она работала, милиция демонстрировала, с одной стороны, предубеждение против групп сторонников Майдана, а с другой — попустительствовала их противникам.
Как отмечалось в отчёте Миссии ОБСЕ, на фоне возросшей поляризации украинского общества, серьёзных посягательств на свободу СМИ и возросшего потока тенденциозной информации, дезинформации и пропаганды участились проявления нетерпимости, широко распространились случаи применения выражений ненависти по отношению к иным этническим и религиозным группам. В частности, в юго-восточных регионах Украины возникла тенденция связывать политическую ориентацию людей (сторонников или противников Майдана) с их этнической принадлежностью. В ряде случаев целью нападений становились украинские символы, а также транспортные средства с флагом Украины и другими национальными символами. Активных сторонников Майдана нередко называли «бандеровцами», «фашистами» и «нацистами», а выступления в защиту территориальной целостности и унитарности Украины преподносились как проявление национализма.
Как отмечалось в отчёте Миссии ОБСЕ, в юго-восточных регионах страны имелось представление о недостаточном представительстве его интересов в исполнительных и законодательных структурах власти. Для этого имелись три основные причины:
- ослабление позиций Партии регионов, в основном поддерживаемой населением востока Украины, подорвало возможности русскоговорящего сообщества по обеспечению эффективного представительства в принятии политических решений;
- пришедшее к власти правительство не выражало интересы всех граждан Украины, так как в нём доминировали члены партий «Батькивщина» и «Свобода», которые, как считалось, в основном представляли интересы Западной Украины. Многие носители русского языка из восточных регионов выражали опасения, что после смены власти их интересы не представлены надлежащим образом или вообще не представлены в Верховной раде и в структурах центрального правительства;
- многие из собеседников Миссии ссылались на решения новых властей о замене ряда высокопоставленных должностных лиц в регионах (в том числе губернаторов, городских голов и руководителей милиции) сторонниками партий из новой коалиции, в основном выходцами из Западной Украины, что ещё более подрывало возможность их участия в процессах принятия решений[12].

В отчёте Миссии ОБСЕ указывалось на наличие «заслуживающих доверие утверждений» отдельных представителей русскоговорящего сообщества, занимающих выборные должности, о том, что на них или их семьи оказывается давление, а также что их запугивают. В ряде случаев это вылилось в уничтожение имущества — автомобилей и домов. Миссия также обратила внимание на сообщения о случаях травли политических представителей меньшинств в ходе публичных собраний, причём им угрожали применением физического насилия и даже применяли физическое насилие.
В отчёте Миссии ОБСЕ указывалось на наличие «заслуживающих доверие утверждений» и «подкреплённых свидетельских показаний» о том, что среди участников акций противников Майдана находились лица, которые «подстрекали к насилию или стремились ужесточить его, особенно в Донецке, Харькове и Луганске»:

В распоряжении этих людей были транспортные средства, доставлявшие их в центры городов, где проходили собрания, из соседних украинских городков или через границу из Российской Федерации. Эти люди прибывали на автобусах или в частных автомобилях, причём на некоторых из них были российские регистрационные номера, а некоторые были без номеров. Некоторые из этих лиц были вооружены металлическими прутьями. Ряд источников отмечали, что они говорили с русским акцентом или у них было русское произношение... По сообщениям, участвовавшие в насилии люди не были активистами; их целью было не проведение контр-демонстрации или выражение каких-либо взглядов, а срыв собраний оппонентов, нарушение их права на демонстрацию. Местных жителей, искренне выступавших против Майдана, нередко было на этих собраниях меньше, чем приезжих.
С 1 марта пророссийские митинги проходили в юго-восточных областях Украины, в том числе — в областных центрах; митинги сопровождались нападениями на сторонников Евромайдана, захватом зданий государственных администраций и водружением над ними российских флагов. В ряде городов были самопровозглашены «народные» представители властей. 2 марта в Николаеве пророссийские активисты заблокировали движение украинской военной техники в сторону Крыма. С 16 марта митингующие в Донецкой области начали блокировать военные объекты и движение украинской военной техники.
В Донецкий городской совет на экстренной сессии принял решение о поддержке проведения «референдума на территории Донецкой области о дальнейшей судьбе Донбасса». Аналогичное решение принял Луганский областной совет.
В аэропорту Донецка на фоне протестов российским журналистам Россия-1, НТВ и ТВ Центр стали отказывать во въезде в Украину.

### Харьков

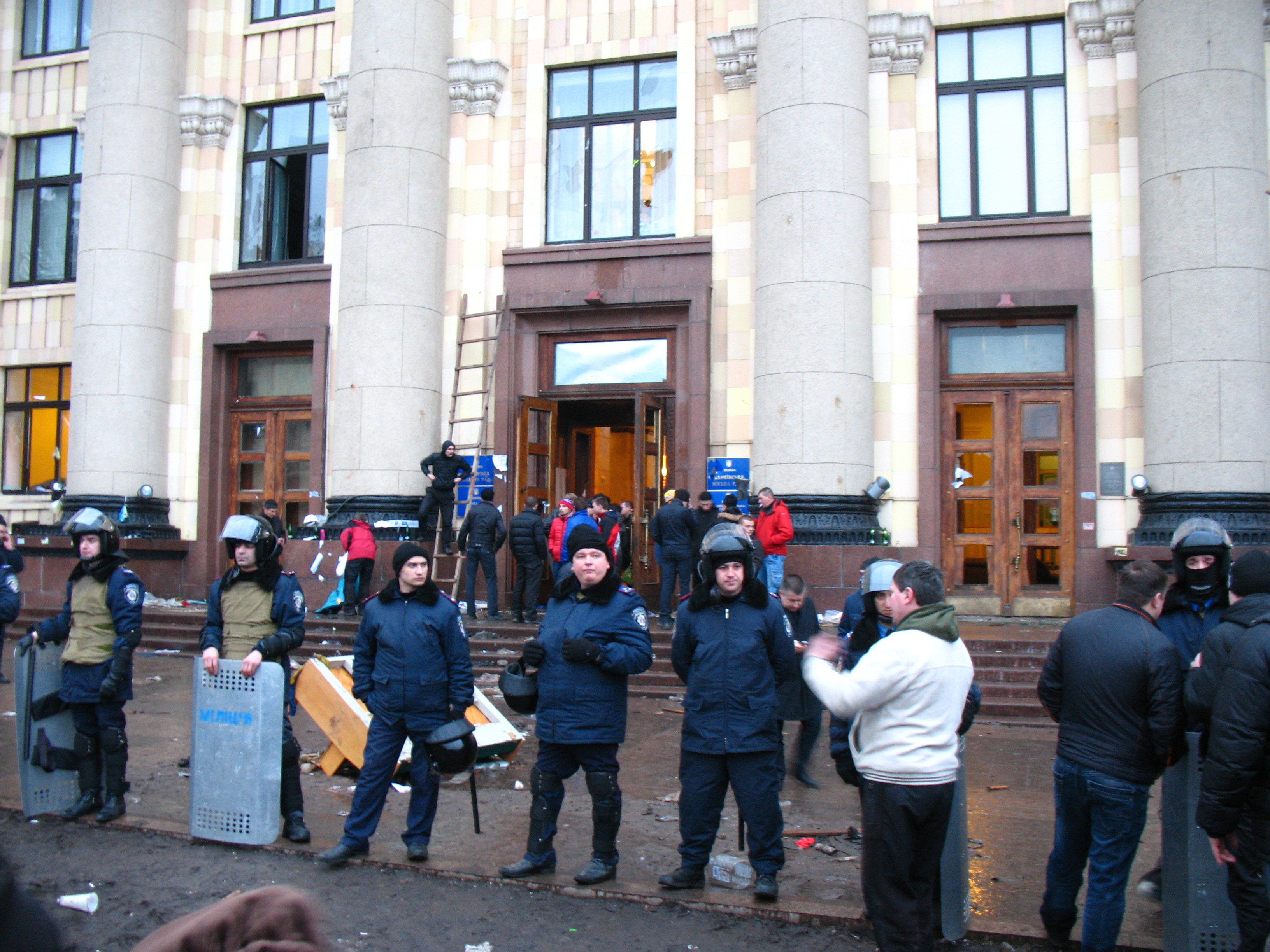
Харьков, 1 марта. Оцепление вокруг захваченного антимайдановцами здания

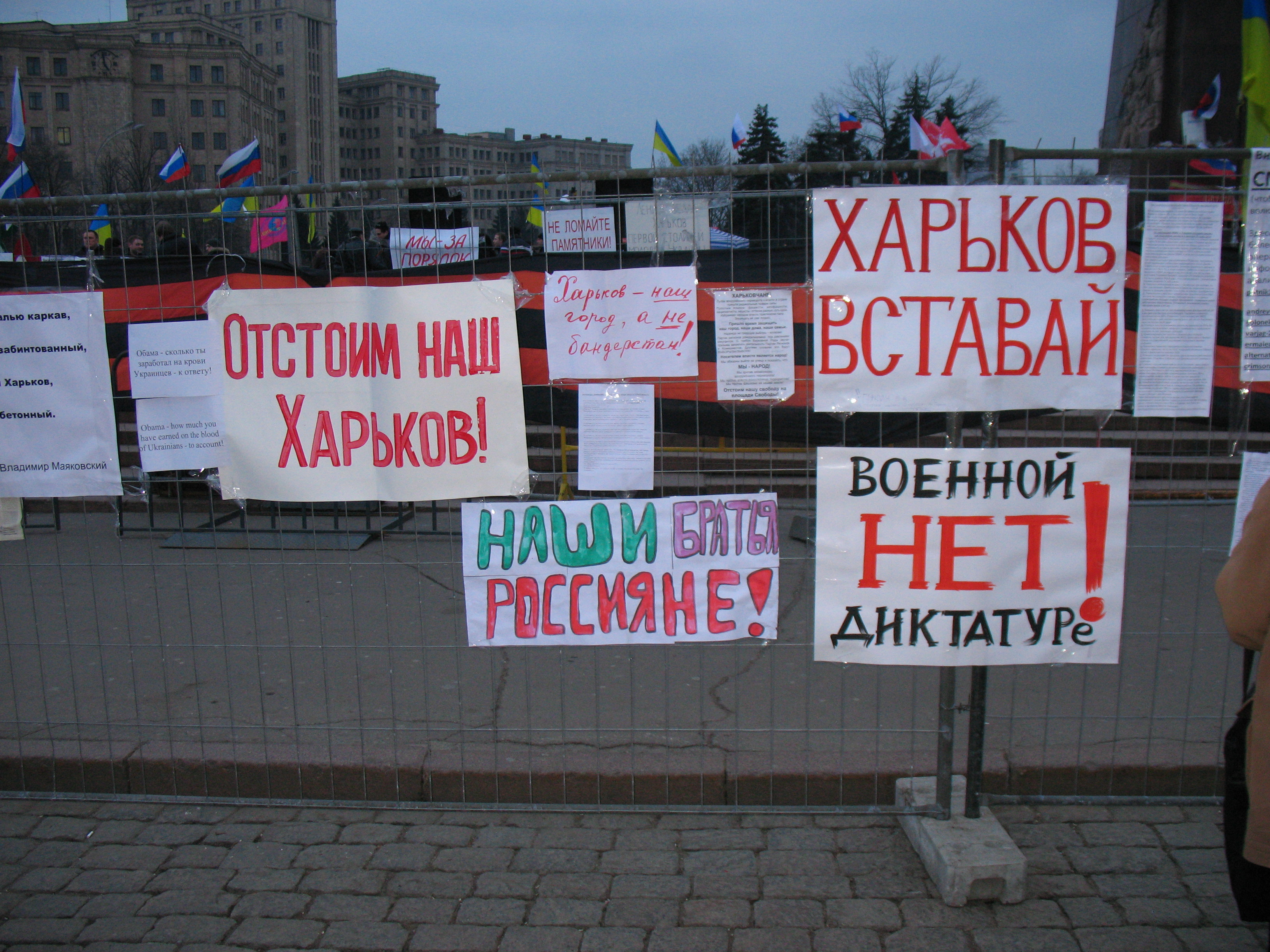
Харьков, 1 марта. Забор вокруг памятника Ленину

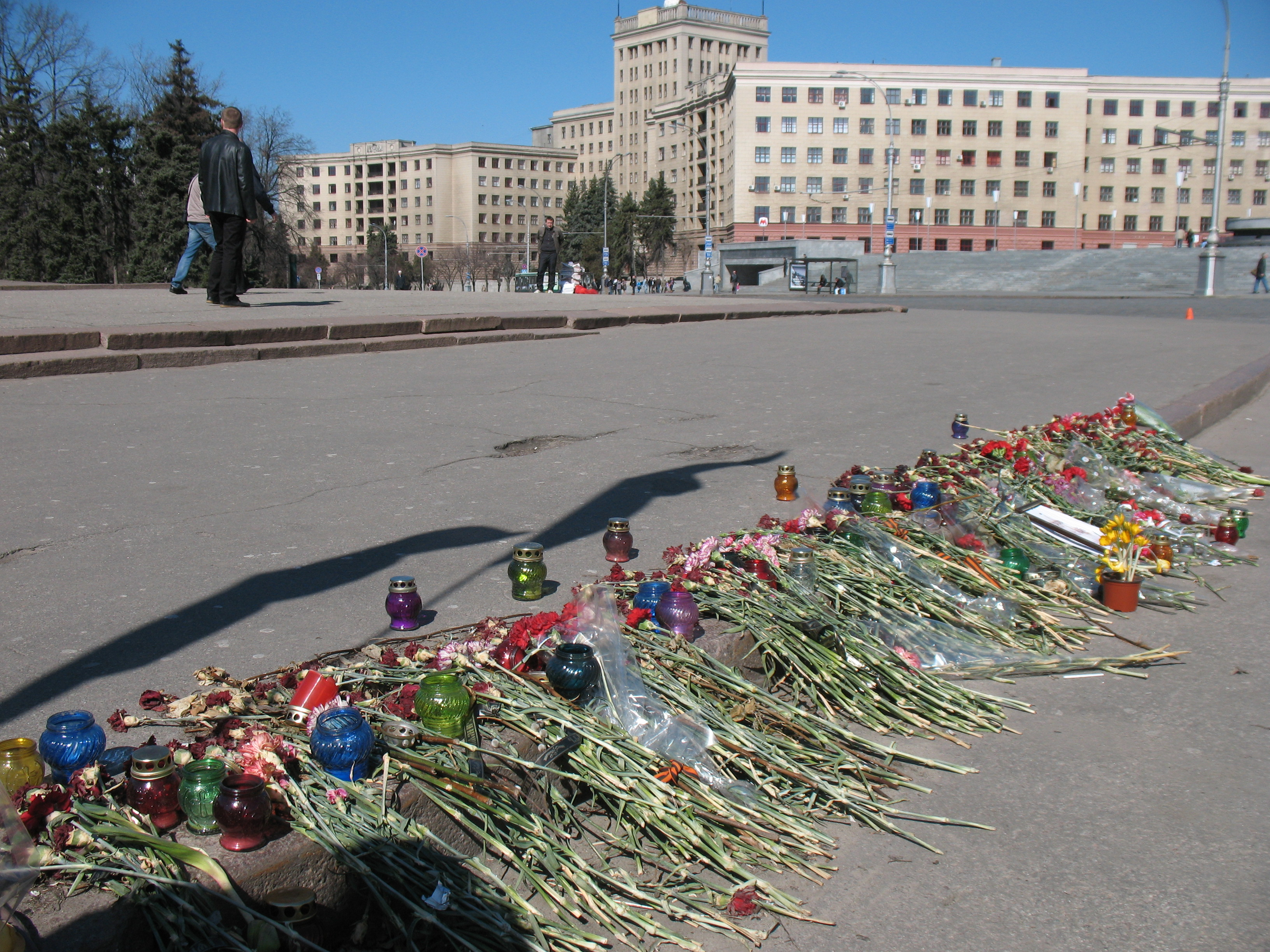
Харьков, 23 марта. Памяти погибших на Рымарской и погибших в Киеве силовиков. Площадь Свободы

В Харьковской областной госадминистрации проходили митинги с требованием отставки губернатора Михаила Добкина. Кроме этого, начиная с 22 февраля около памятника Ленину на площади Свободы происходили потасовки между сторонниками Евромайдана, желавшими снести памятник, и их противниками. 24 февраля Координационный совет Евромайдана в Харькове сообщил, что временно отказался от идеи начать работы по демонтажу памятника.
26 февраля Михаил Добкин подал в отставку, заявив о намерении баллотироваться на пост президента.
1 марта пророссийские активисты взяли штурмом здание ОГА, после чего россиянин Михаил Ронкайнен установил на крыше российский флаг. Во время штурма были травмированы 97 человек, два человека получили ранения из травматического оружия. При этом пророссийские активисты попытались устроить самосуд над сторонниками Евромайдана, избивая и издеваясь над ними. По версии депутата Верховной Рады Виталия Данилова, драку во время мирного митинга устроили граждане России. По его словам, в Харьков приехали более двух тысяч россиян на автобусах из Белгородской области, «именно они начали бить сторонников Евромайдана и устраивать беспорядки. До их прибытия митинг в Харькове был исключительно мирным». Сразу после совершения провокации россияне якобы уехали домой.
2 марта у памятника Тарасу Шевченко от пятисот до тысячи человек приняли участие в митинге в поддержку территориальной целостности Украины.
5 марта на площади Свободы у здания Харьковской областной государственной администрации состоялся пророссийский митинг, собравший, по разным данным, от одной до пяти тысяч человек. Митингующие требовали проведения референдума и отставки нового губернатора области Игоря Балуты. 8 марта на митинг вышло, по разным оценкам, от двух до 15 тысяч пророссийских активистов.
Общественные организации обратились к Харьковскому областному совету с меморандумом, потребовав созыва внеочередной сессии, которая должна назначить в области референдум по вопросам о федеративном устройстве и о государственном языке, однако областной совет отказался, ссылаясь на статью 72 Конституции Украины. Харьковский городской совет решил подать иск в суд об ограничении права граждан на проведение массовых мероприятий в городе.

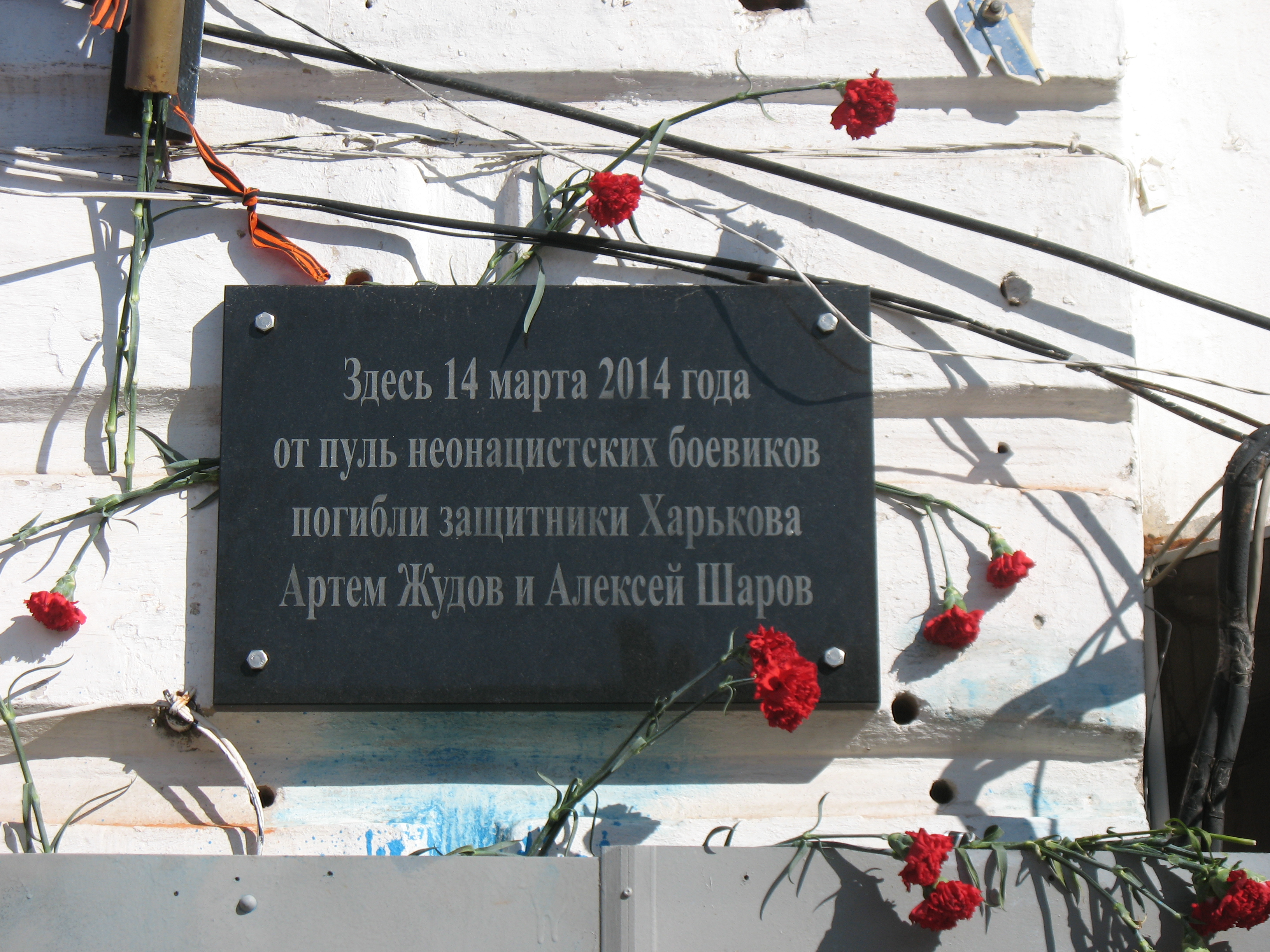
Место трагедии на Рымарской. Мемориальная доска, весна 2014 года

Вечером 14 марта активисты «Правого сектора» напали на участников антимайдановского митинга на площади Свободы. Нападавшие забаррикадировались в здании на улице Рымарской, где завязался бой с применением коктейлей Молотова и охотничьего огнестрельного оружия обеими сторонами, в ходе которого погибли двое пророссийских активистов, ещё пятеро человек были ранены, среди них — офицер милиции. Кроме этого, по заявлению городского головы Геннадия Кернеса, активисты «Правого сектора» в ходе столкновения взяли в заложники двух охранников и одного милиционера. Столкновение окончилось около 5:30 утра 15 марта: активисты «Правого сектора» согласились сдаться правоохранительным органам.

### Донецк
Согласно сообщению управление МВД по Донецкой области, в течение марта в регионе прошло около 200 акций, в которых приняли участие более 130 тыс. человек, при этом в городе Донецк прошло 148 акций. В отношении участников митингов открыто 46 уголовных производств, в том числе в связи с массовыми беспорядками, хулиганством, групповым нарушением общественного порядка, захватом государственных или общественных зданий или сооружений, препятствованием профессиональной деятельности журналистов, и насилием в отношении работников правоохранительных органов.

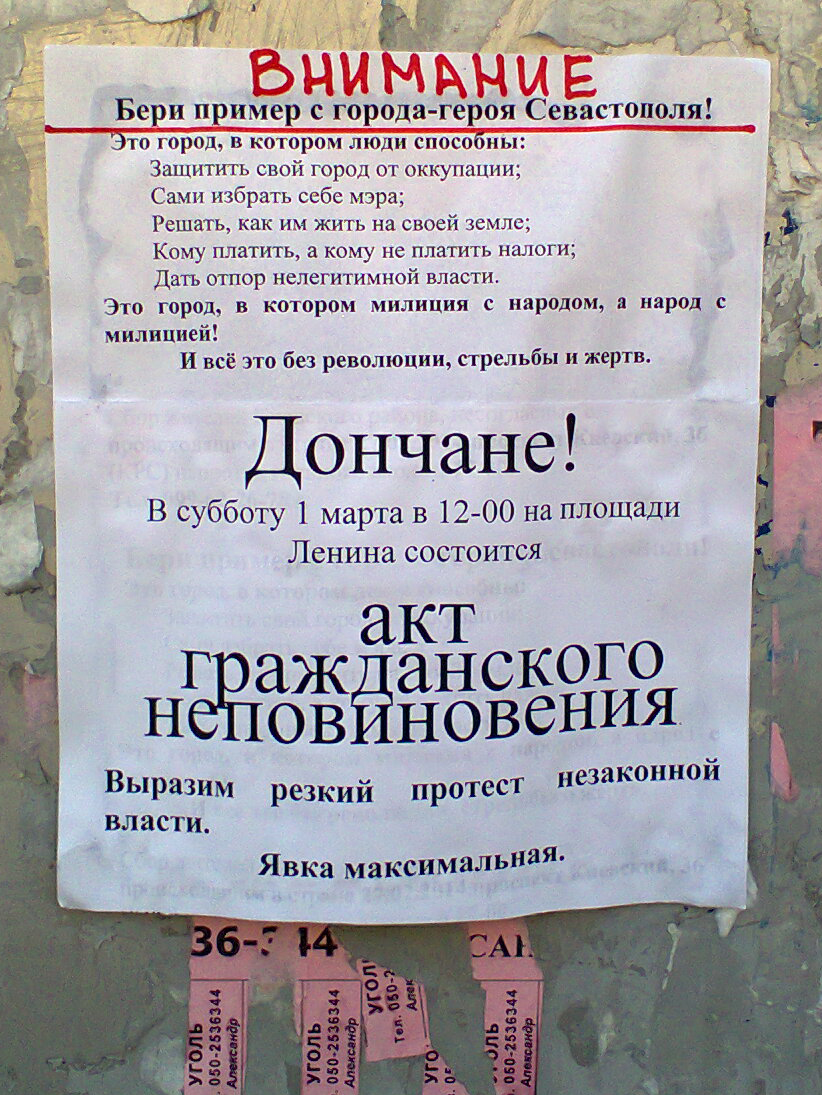
Утро 1 марта 2014 года. Листовка с призывом на митинг протеста на Вокзальной площади Донецка.

1 марта пророссийские активисты захватили здание Донецкой областной государственной администрации и подняли перед ним российский флаг.  Также произошли столкновения со сторонниками Евромайдана. Сессия Донецкого областного совета удовлетворила требования митингующих назначить «народным губернатором» Павла Губарева и объявить о проведении референдума.

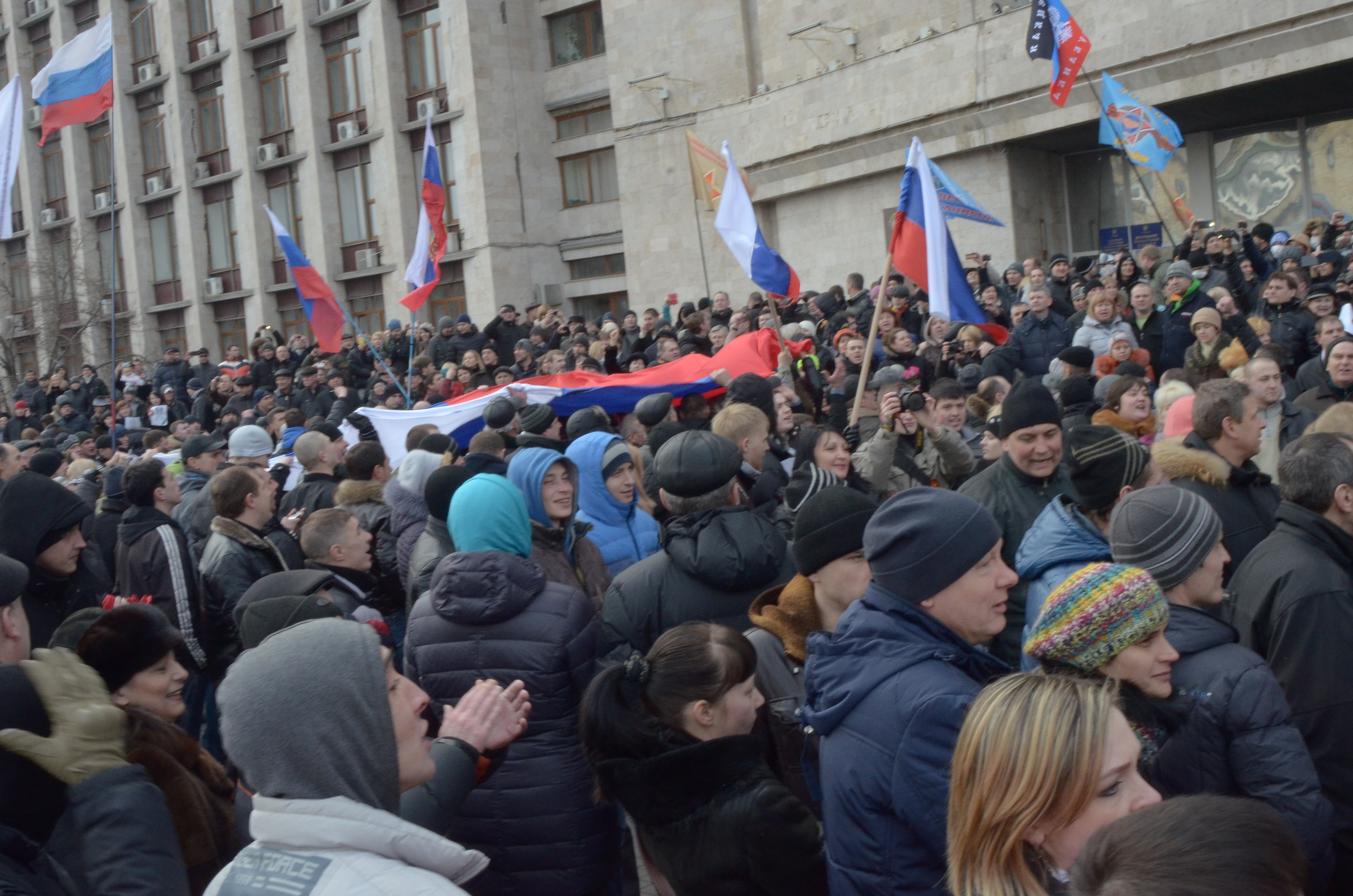
Пророссийский митинг в Донецке, 1 марта 2014 года.

2 марта Александр Турчинов уволил с должности губернатора Донецкой области Андрея Шишацкого и назначил на этот пост бизнесмена Сергея Таруту. 3 марта на митинг против этого решения вышло около 1,5 тысяч человек. Павел Губарев выступил на сессии облсовета с требованием признать нелегитимность действующей центральной власти. Сепаратисты захватили здание Донецкой ОГА после того, как областной совет отказался признать власть самопровозглашённого Павла Губарева.
4 марта на площади перед Спасо-Преображенским кафедральным собором прошёл митинг сторонников единства Украины, собравший около 1500 человек.

5 марта пророссийские активисты захватили здания госказначейства и ТРК «Донбасс». Также произошло нападение на участников митинга «За единую Украину».

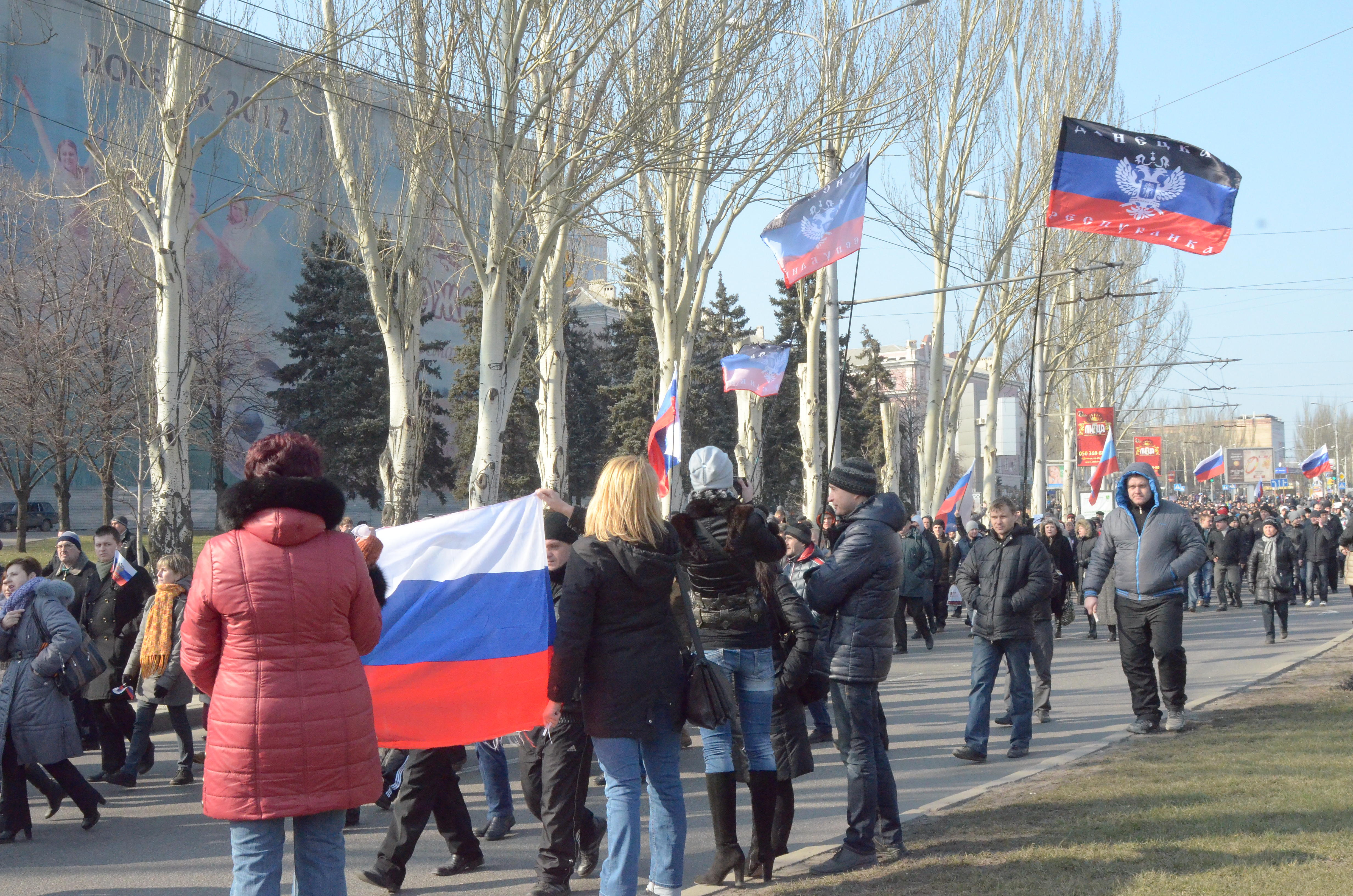
Пророссийские протесты в Донецке, 9 марта 2014 года.

6 марта милиция вернула контроль над зданиями казначейства и обладминистрации. Вечером того же дня по решению суда Губарев был задержан в собственной квартире сотрудниками СБУ и спецназа по обвинениям в сепаратизме и насильственном захвате власти. Впоследствии СБУ сообщила, что Шевченковский районный суд Киева арестовал Павла Губарева на два месяца.
13 марта в течение дня в Донецке проходил пророссийский митинг. Люди держали российские флаги, плакаты против политических репрессий, вступления в НАТО и ЕС. Вечером этого же дня начался митинг за единство Украины. Однако проукраинские демонстранты были атакованы намного более многочисленными пророссийскими протестующими. 50 человек пострадало, 2 человека погибли(в том числе Герой Украины Дмитрий Чернявский). Милиция задержала наиболее агрессивных активистов, мешавших проведению митинга, однако под натиском агрессивно настроенных пророссийских активистов милиции пришлось выпустить задержанных. Пророссийски настроенные демонстранты забрасывали своих противников петардами и дымовыми шашками. Некоторые демонстранты бросали камни в машины милиции и пытались их перевернуть.
15-16 марта в Донецке проходили митинги в поддержку референдума о статусе Крыма, в ходе которых пророссийские активисты блокировали здание СБУ, требуя освободить Павла Губарева и 70 других задержанных за участие в пророссийских протестах.
28 апреля в Донецке состоялось последнее шествие за единство Украины. По дороге участники шествия выкрикивали лозунг «Восток и Запад вместе», пели гимн Украины и другие песни.  На шествие приблизительно через 50 минут напала группа неизвестных с георгиевскими лентами и символикой Народного ополчения Донбасса.
В целом, в Донецке, который всегда считался центром деятельности пророссийской Партии регионов, лишь меньшинство населения высказывало сочувствие новым властям в Киеве.
- Митинг 1 марта в Донецке.

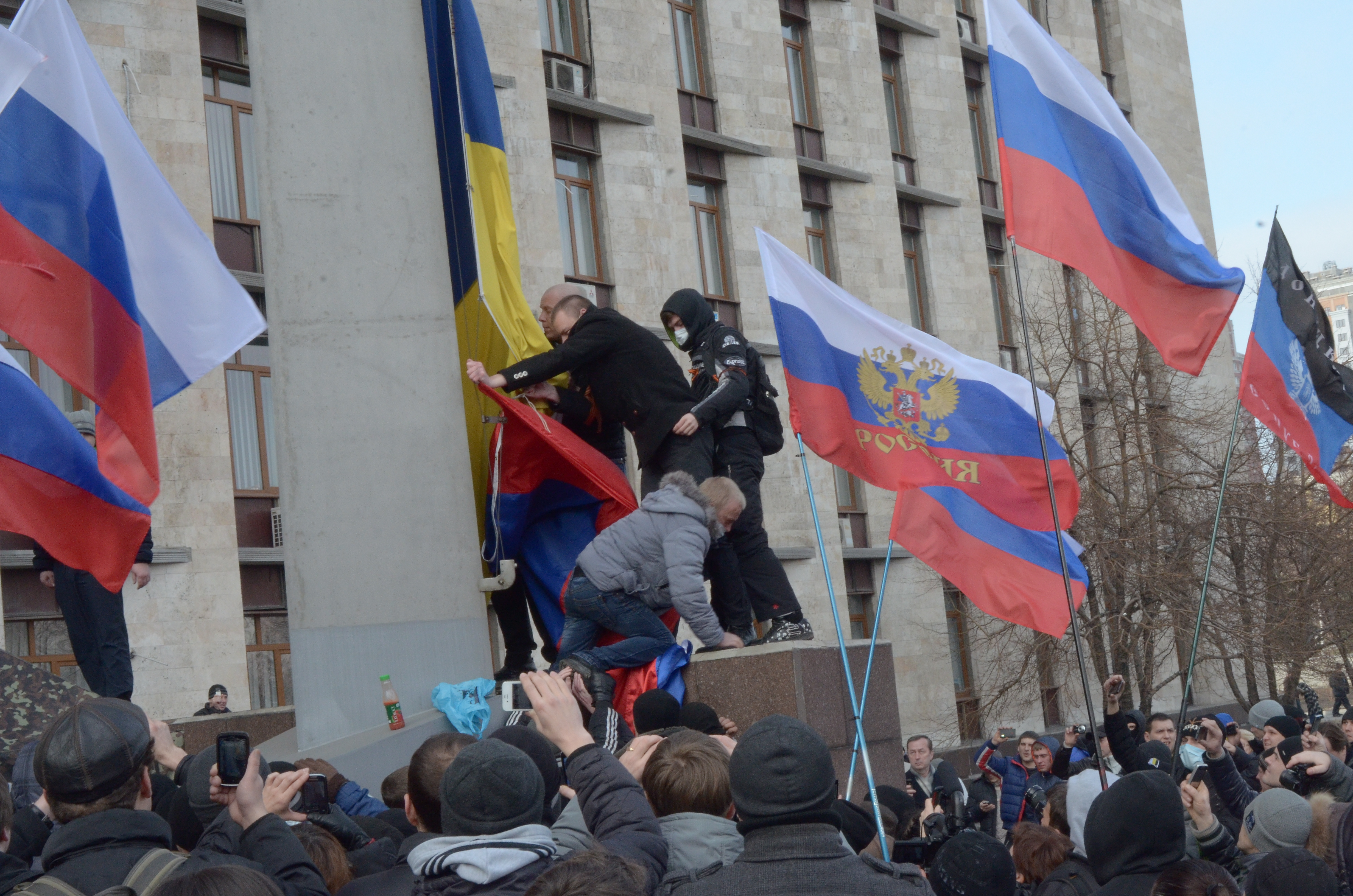
Замена флага Украины на флаг России на здании Гособладминистрации в Донецке, 1 марта 2014 года.
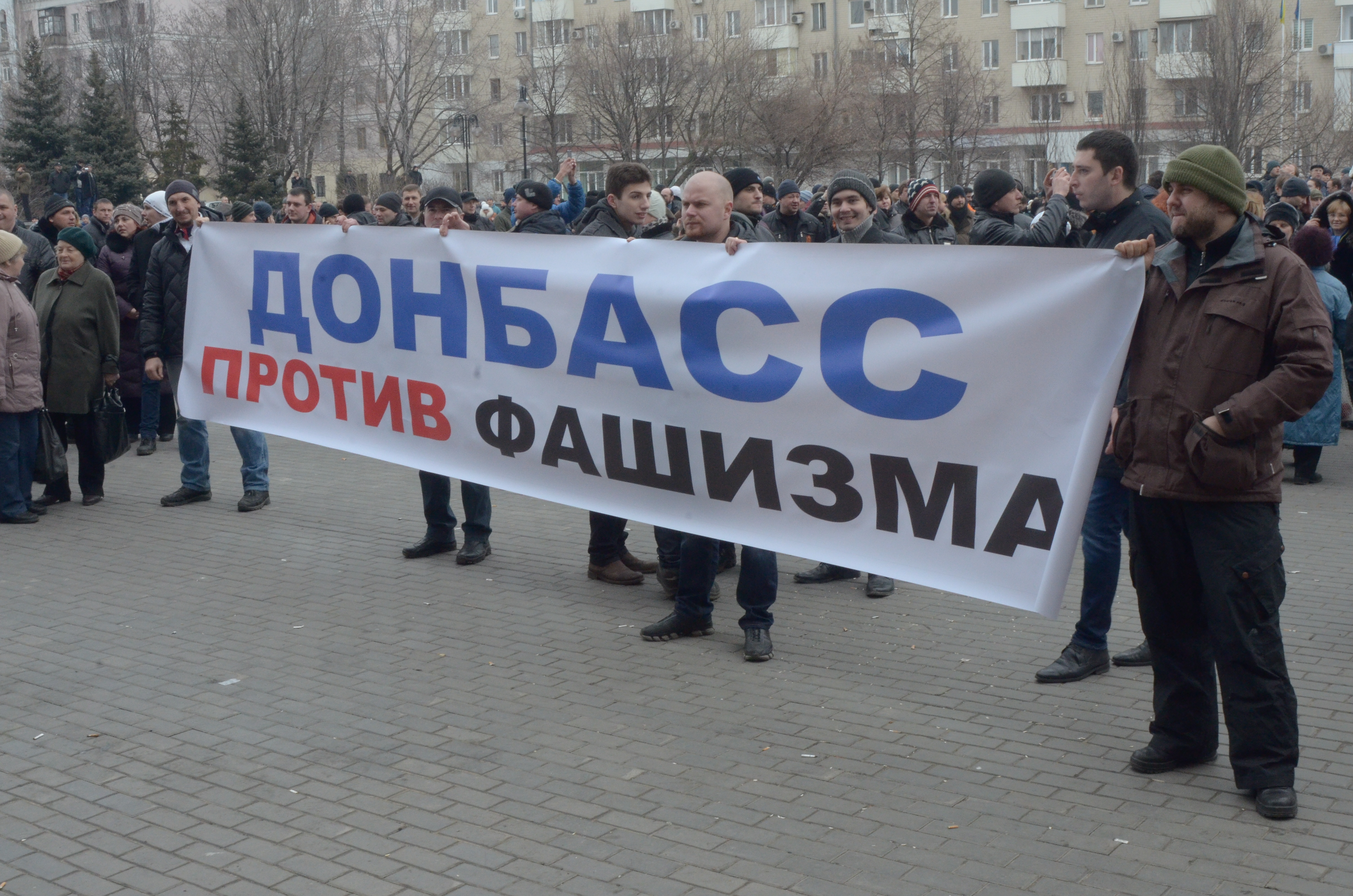
Митинг в Донецке 1 марта 2014 года.
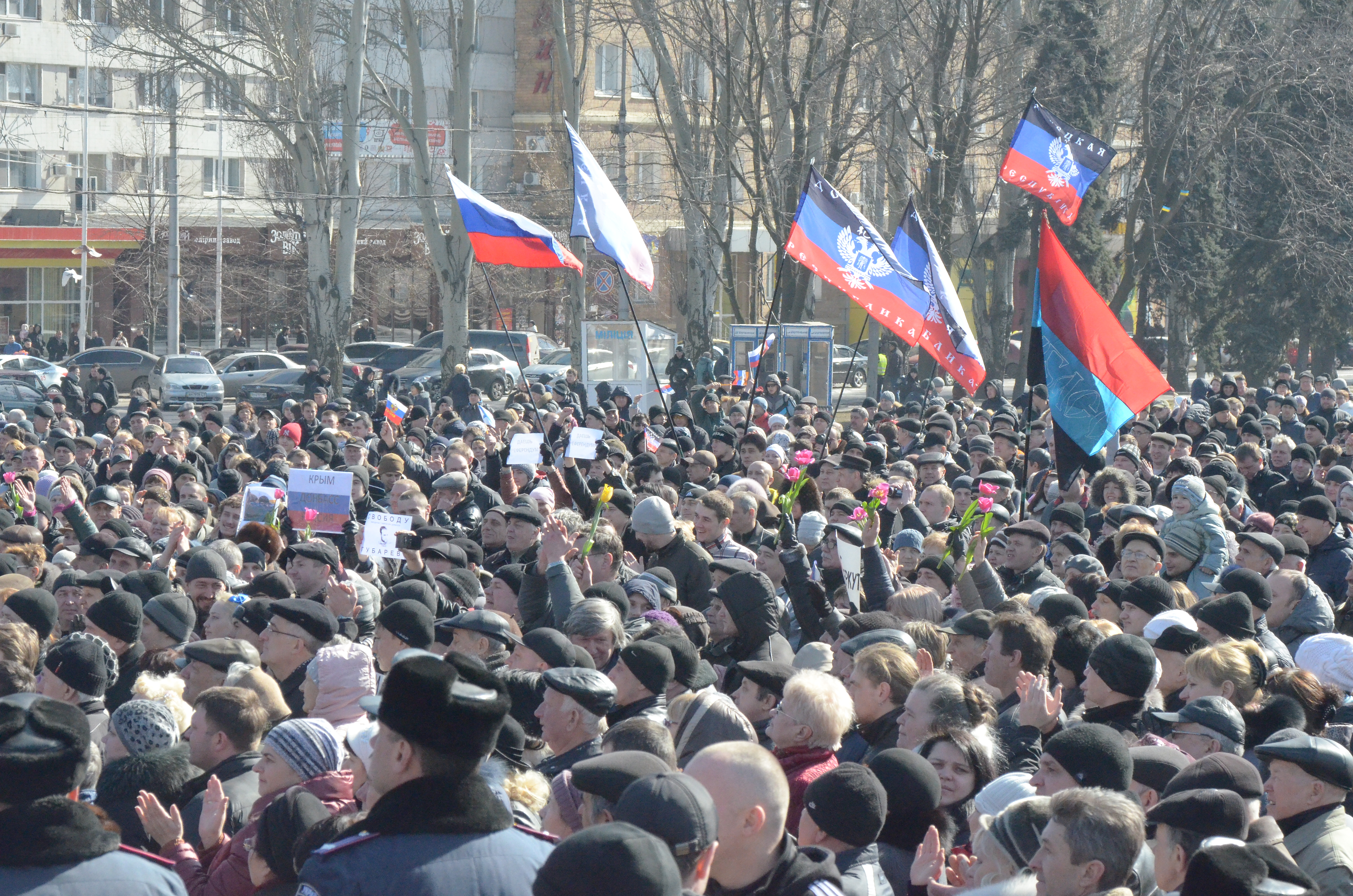
Митинг в Донецке 8 марта 2014 года.
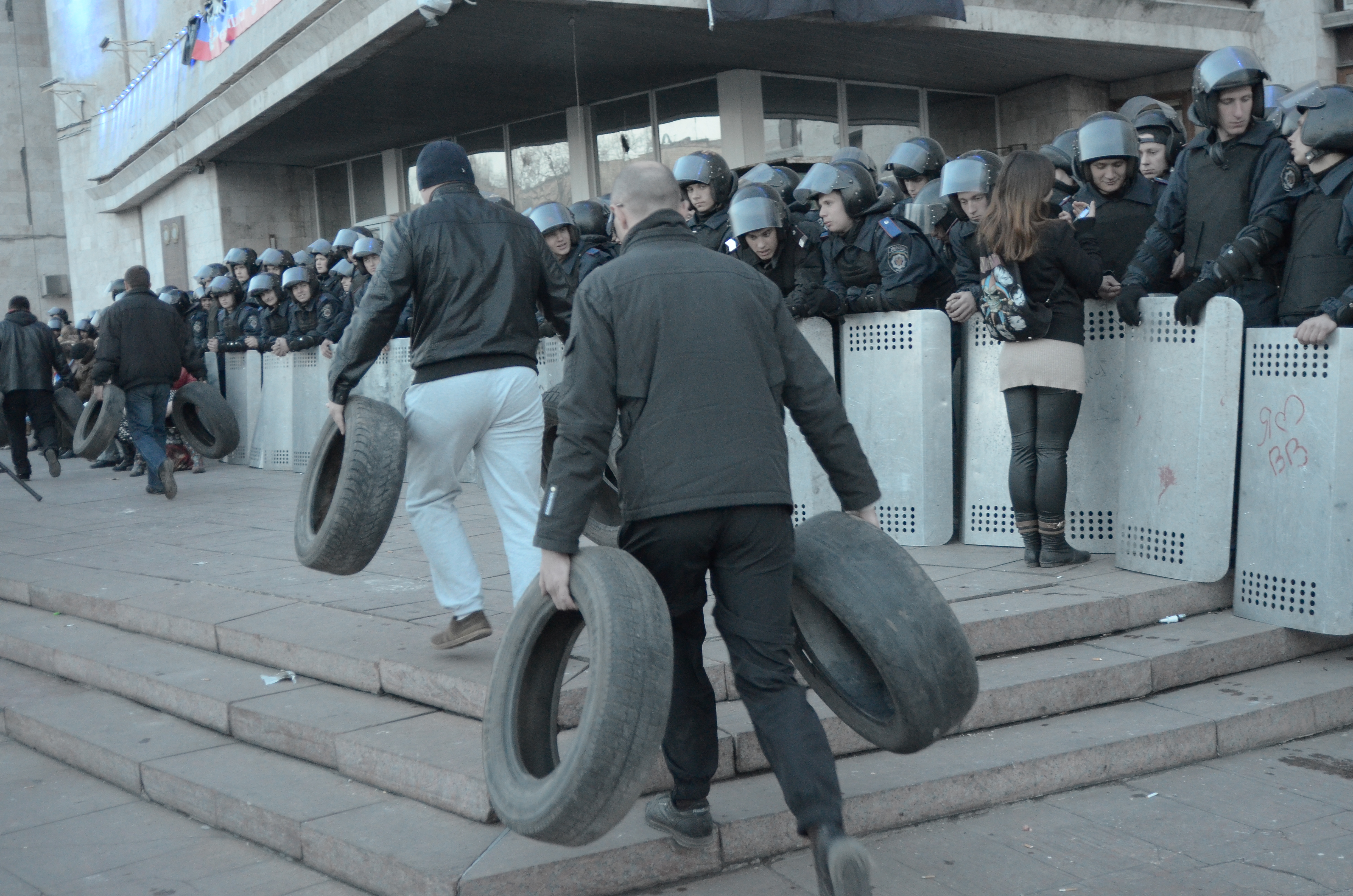
Оцепление милиции вокруг здания Гособладминистрации в Донецке, 6 апреля 2014
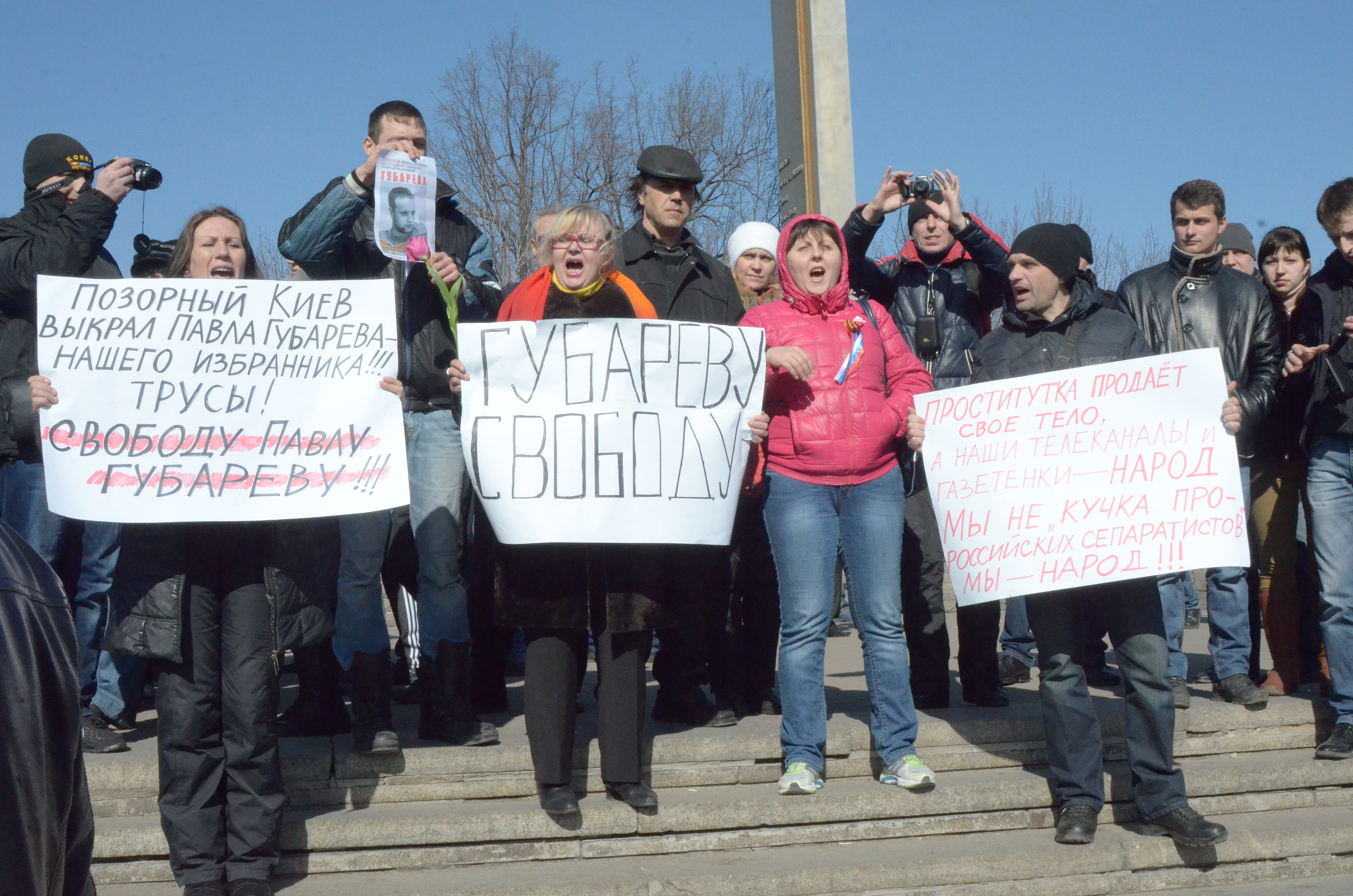
Митинг за освобождение Губарева
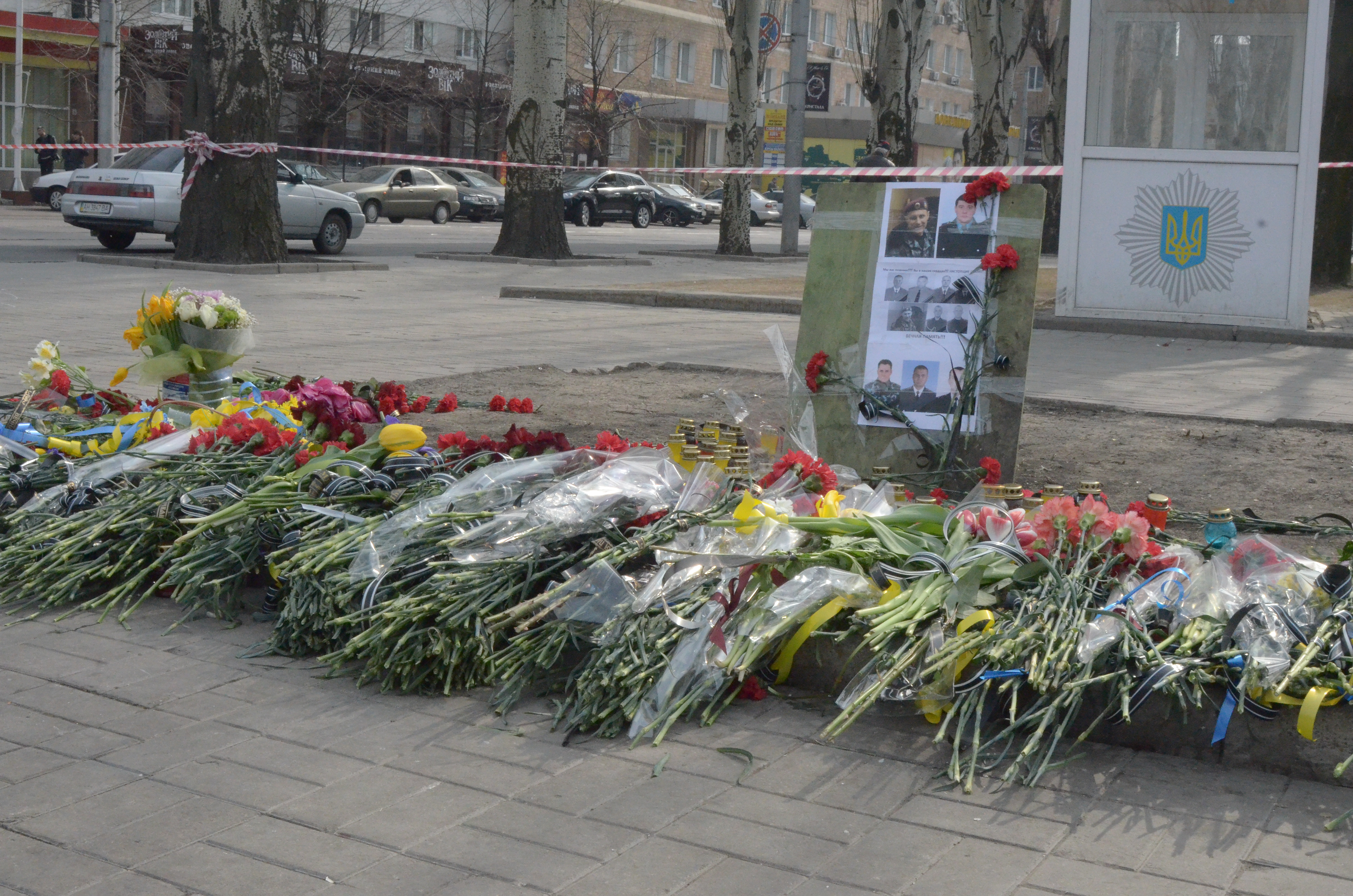
Цветы в память о погибших сотрудниках Беркута
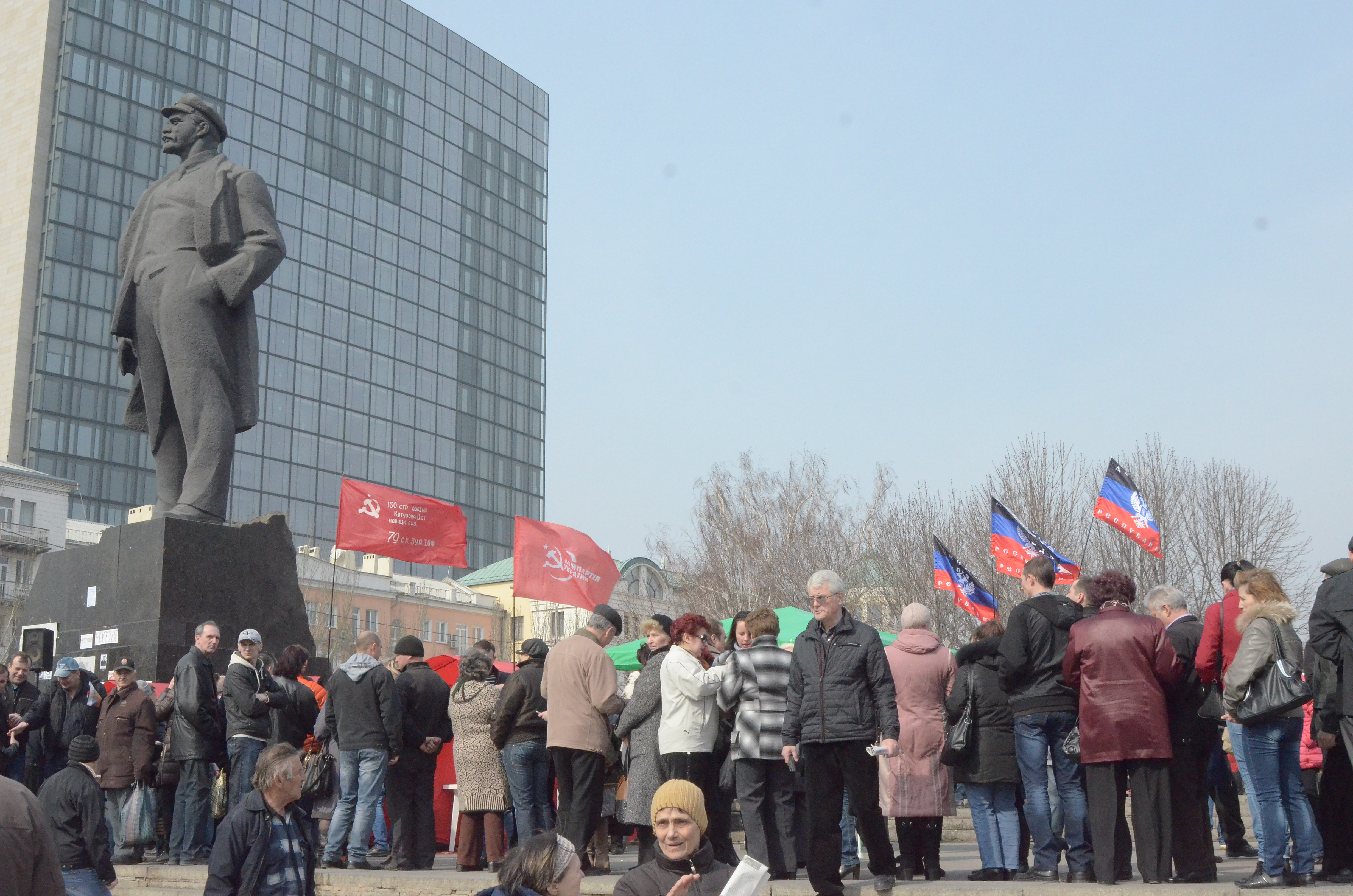
Митинг в Донецке 15 марта 2014 года.
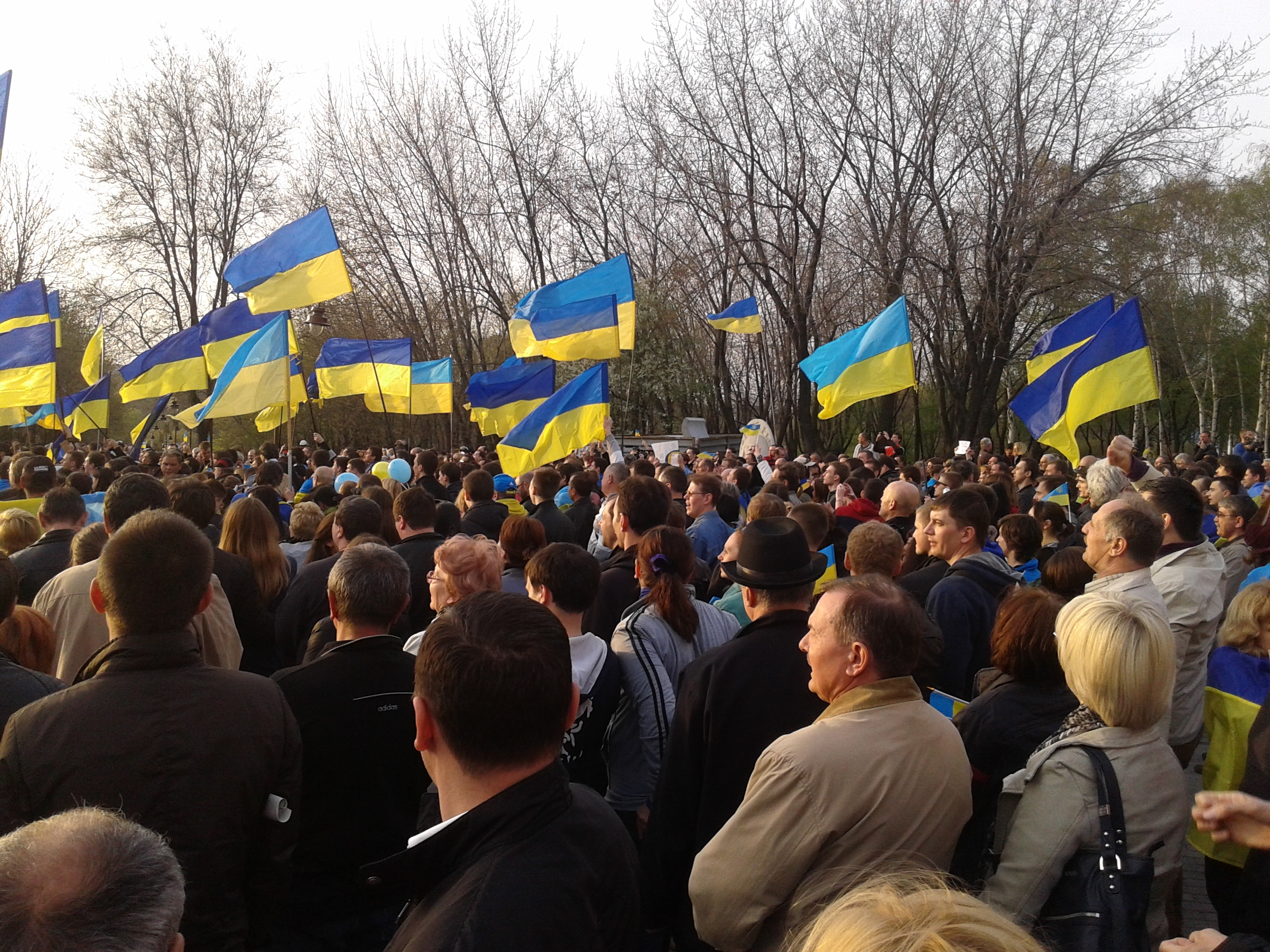
Проукраинский митинг в Донецке 17 апреля 2014 года
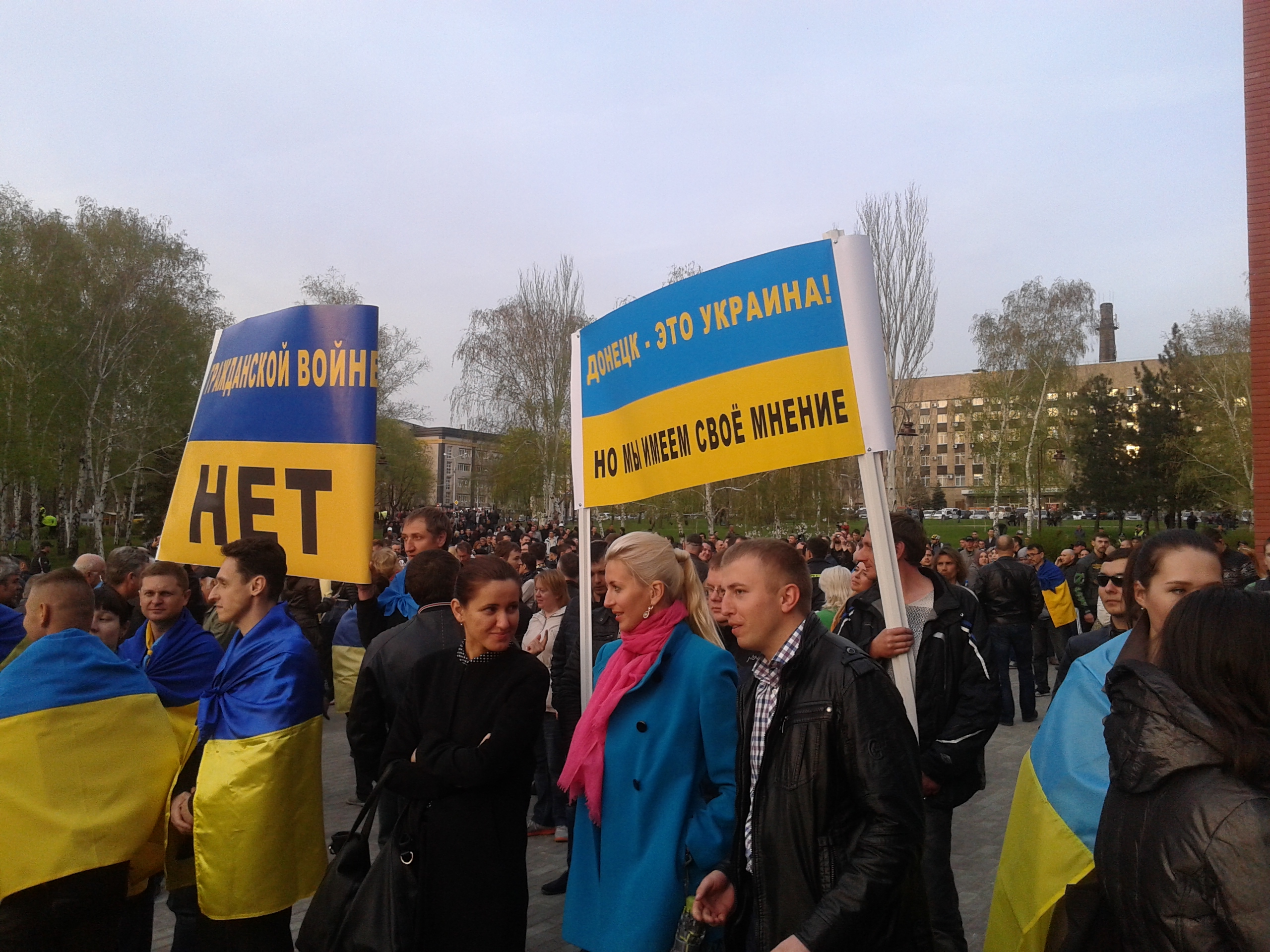
Проукраинский митинг в Донецке 17 апреля 2014 года
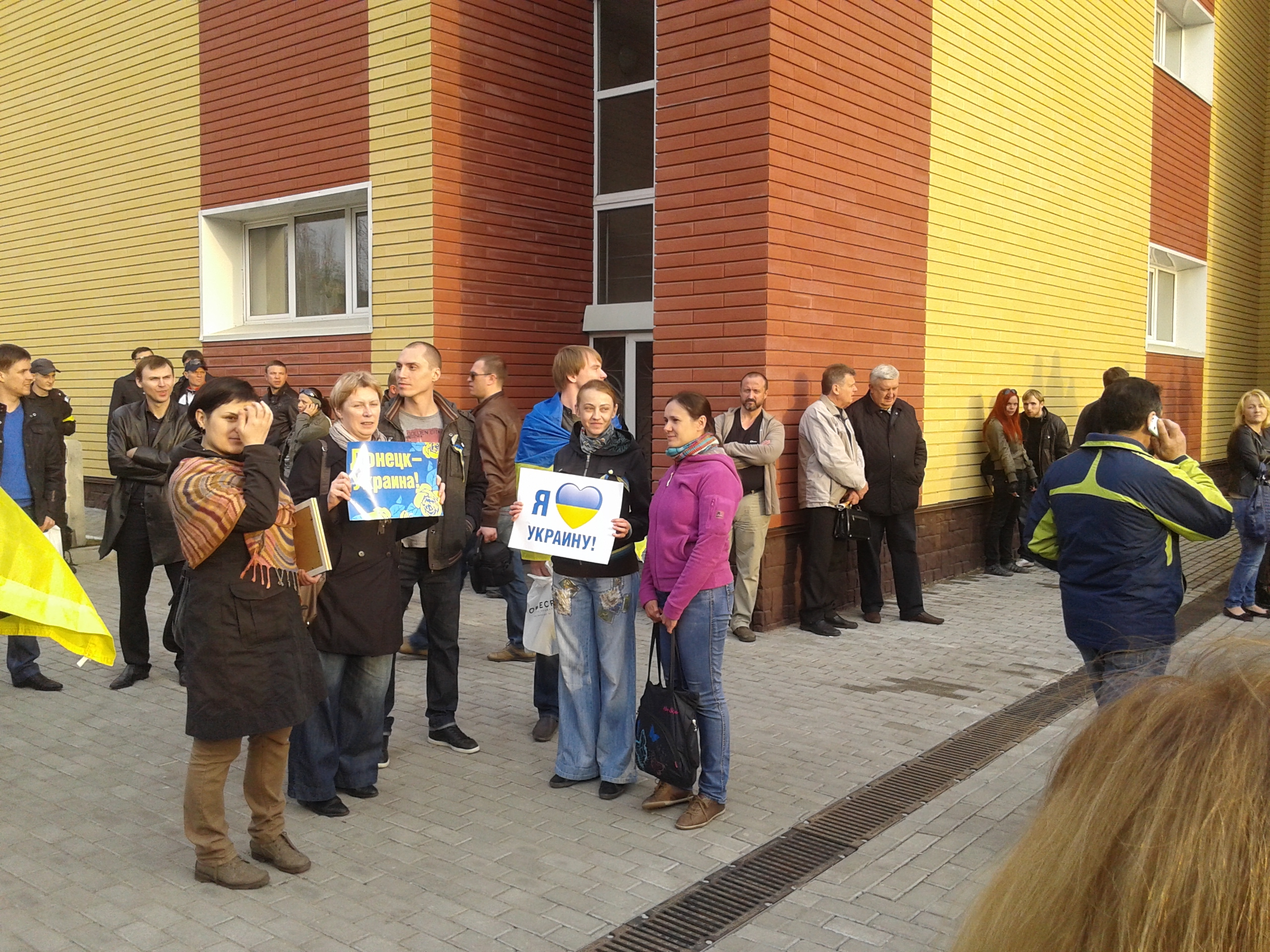
Проукраинский митинг в Донецке 17 апреля 2014 года
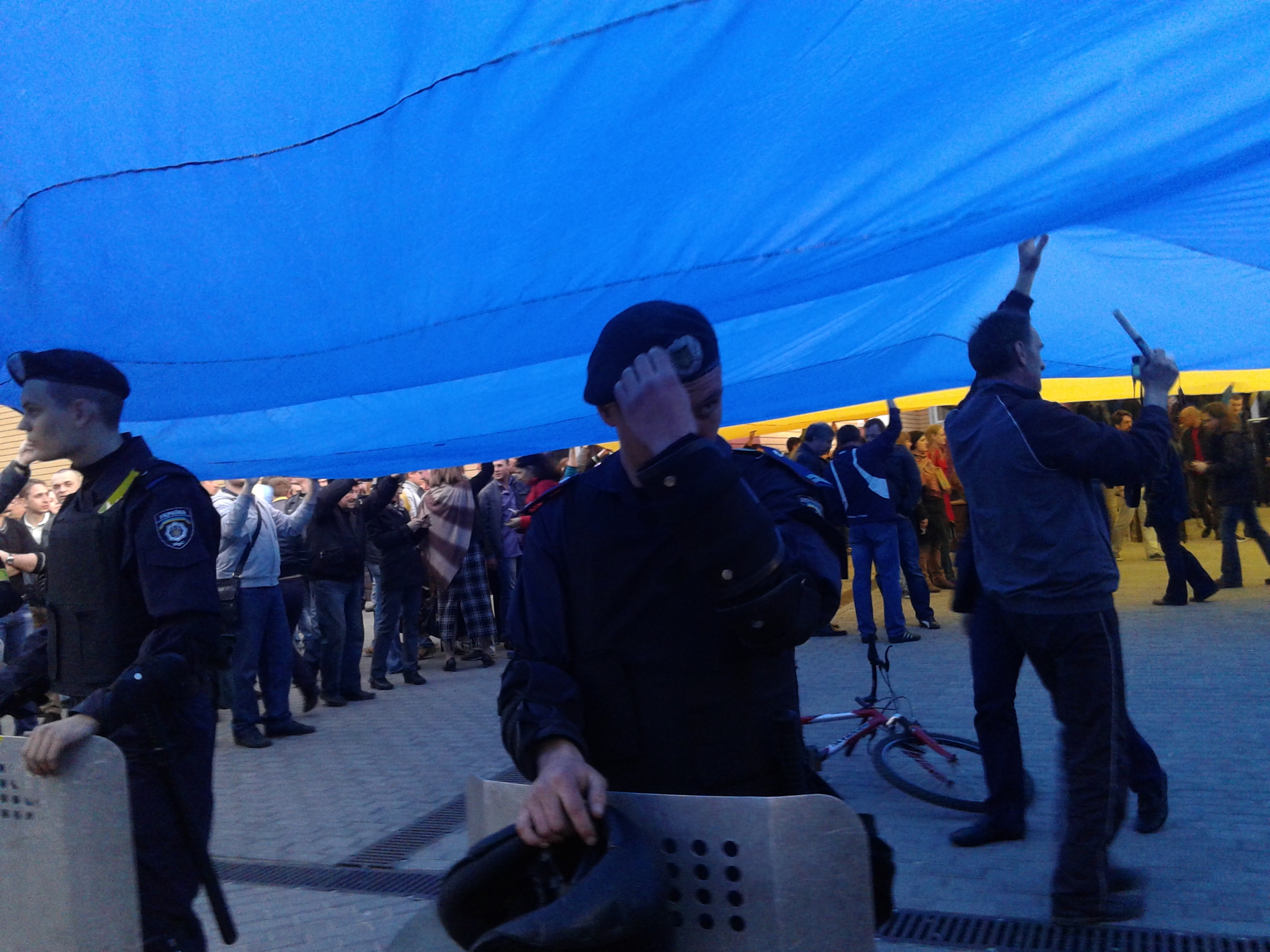
Флаг Украины на митинге в Донецке 17 апреля 2014 года
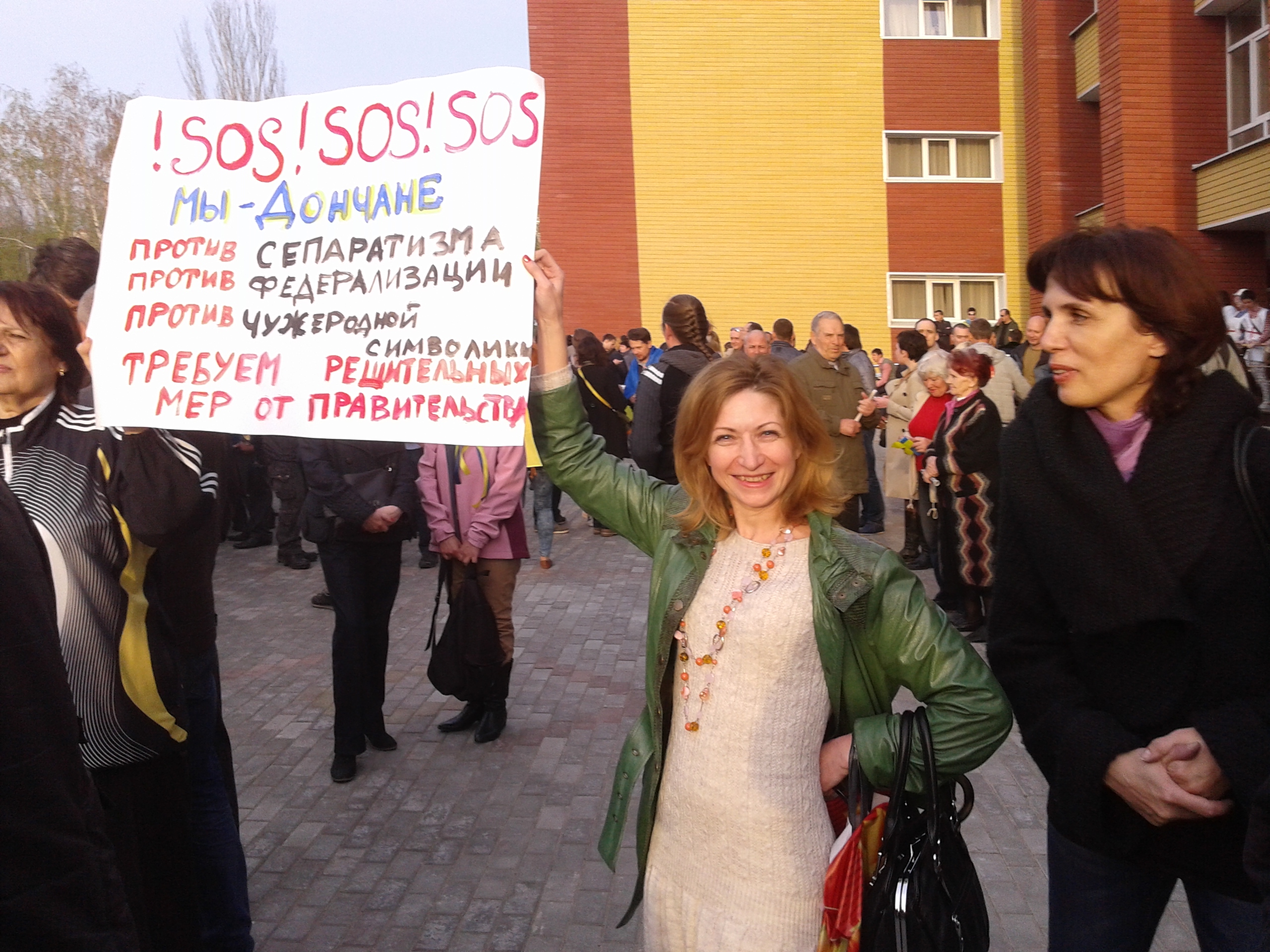
Плакат против «референдумов» в Донецке

### Одесса

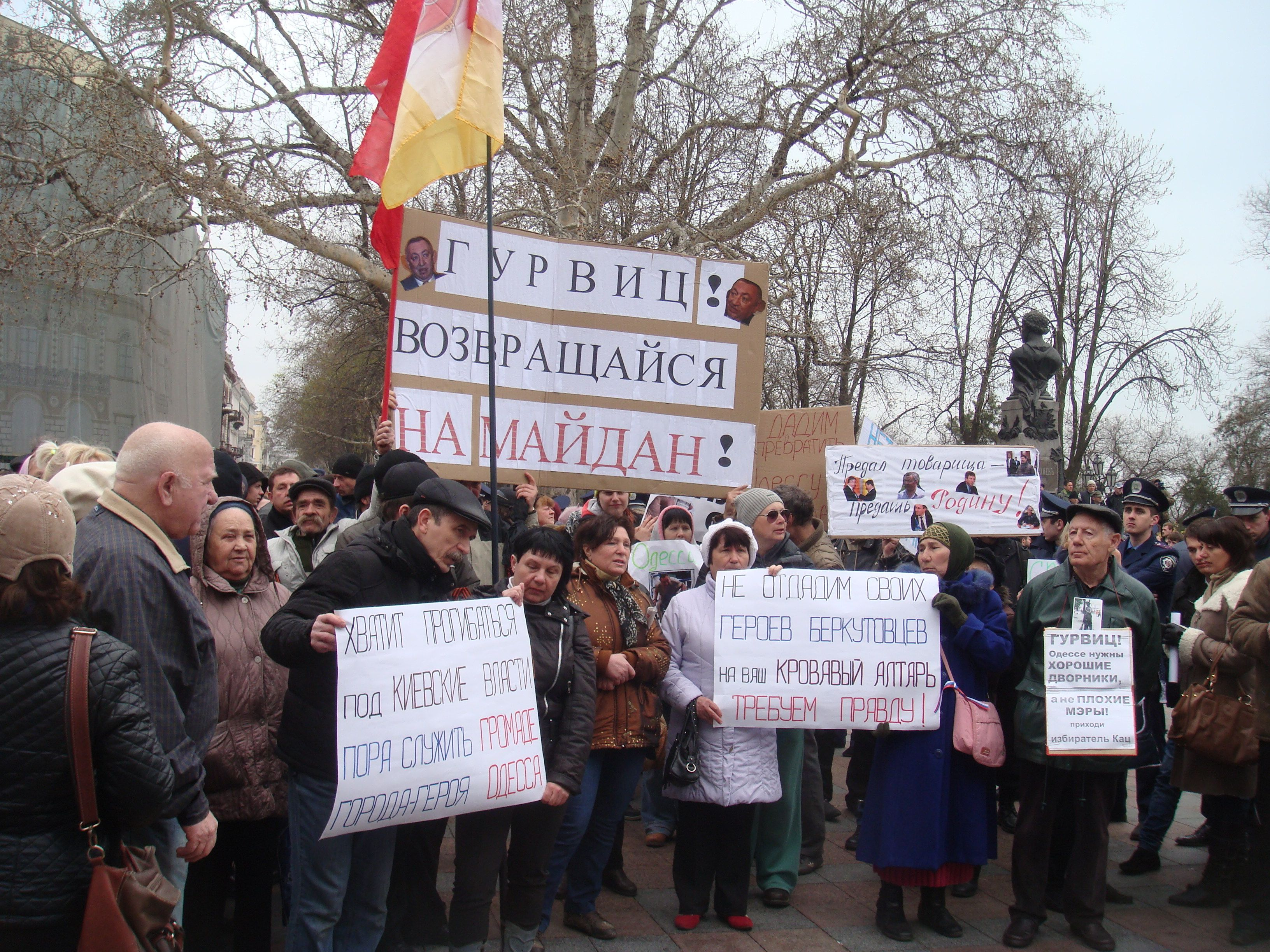
Митинг противников избрания городским головой Одессы Эдуарда Гурвица, прошедший 4 апреля 2014 года

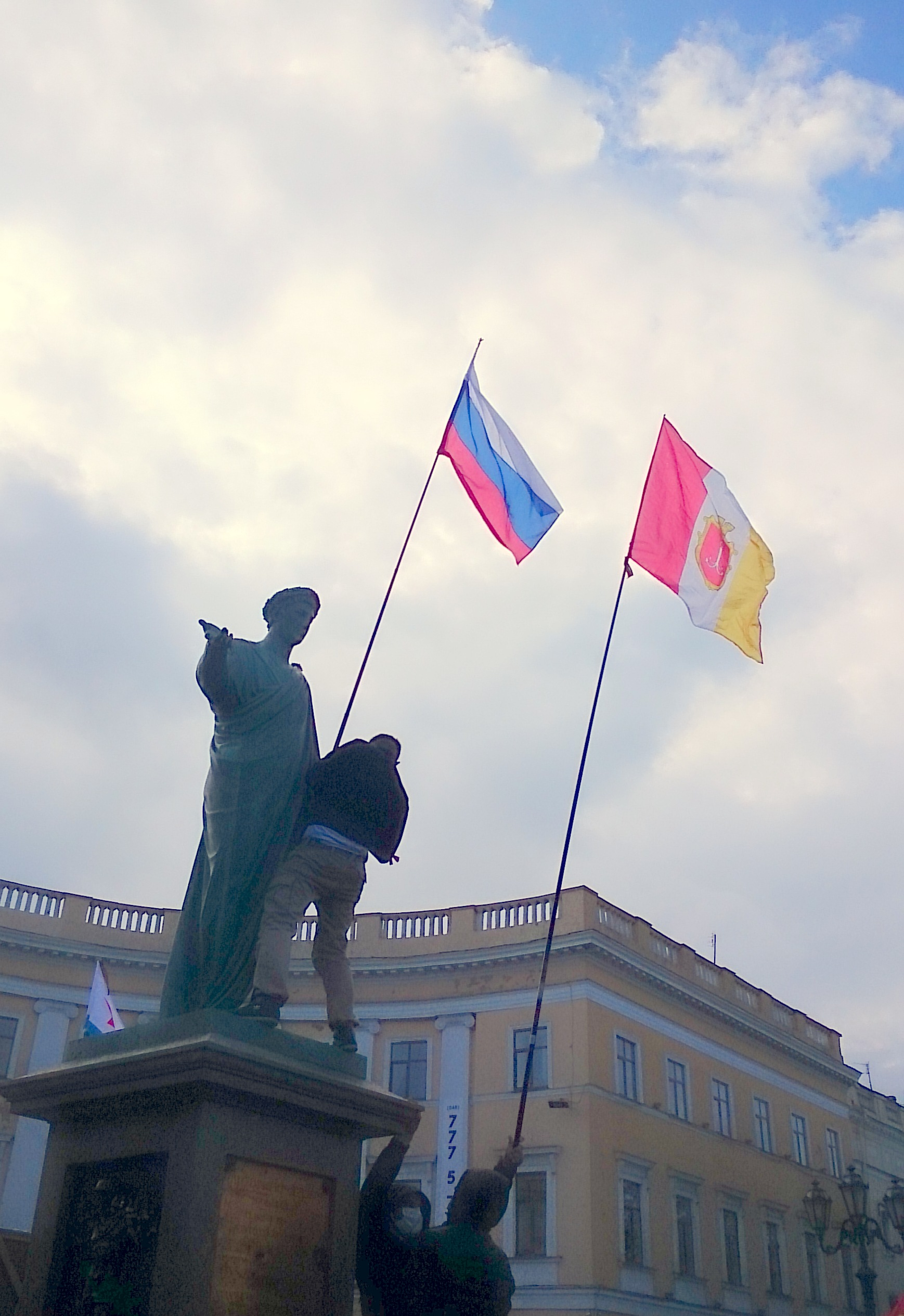
Установка флагов Одессы и России возле памятника дюку де Ришельё, 13 апреля 2014 года

25 февраля пророссийские активисты развернули на Куликовом поле палаточный городок.
С 1 марта на пророссийских митингах от власти начали требовать проведение федерализации и принятие закона о статусе русского языка как второго государственного.
3 марта пророссийских митинг прошёл у здания Одесской областной государственной администрации, в ходе которого пророссийские активисты пытались штурмовать здание и заменили на флагштоке перед зданием украинский флаг на российский; также произошла потасовка со сторонниками Евромайдана. Вечером областные власти заявили о согласии поддержать инициативу проведения референдума и административно-территориальную реформу.
4 марта активисты одесского «Евромайдана» потребовали арестовать лидера «Молодёжного единства» и «Народной альтернативы» Антона Давидченко.
10 марта депутат горсовета от партии «РОДИНА» Александр Васильев, депутат облсовета Алексей Албу и лидер «Молодёжного единства» Антон Давидченко получили от СБУ повестки на допрос в качестве свидетелей в рамках расследования о посягательстве на территориальную целостность Украины.
Вечером 17 марта Антон Давидченко был задержан на выходе из офиса по обвинениям в посягательстве на территориальную целостность Украины. Позже Давидченко признал свою вину и пошёл на сделку со следствием, в рамках которой Шевченковский суд Киева 22 июля 2014 года освободил Давидченко с испытательным сроком в три года, после чего тот сразу покинул территорию Украины.

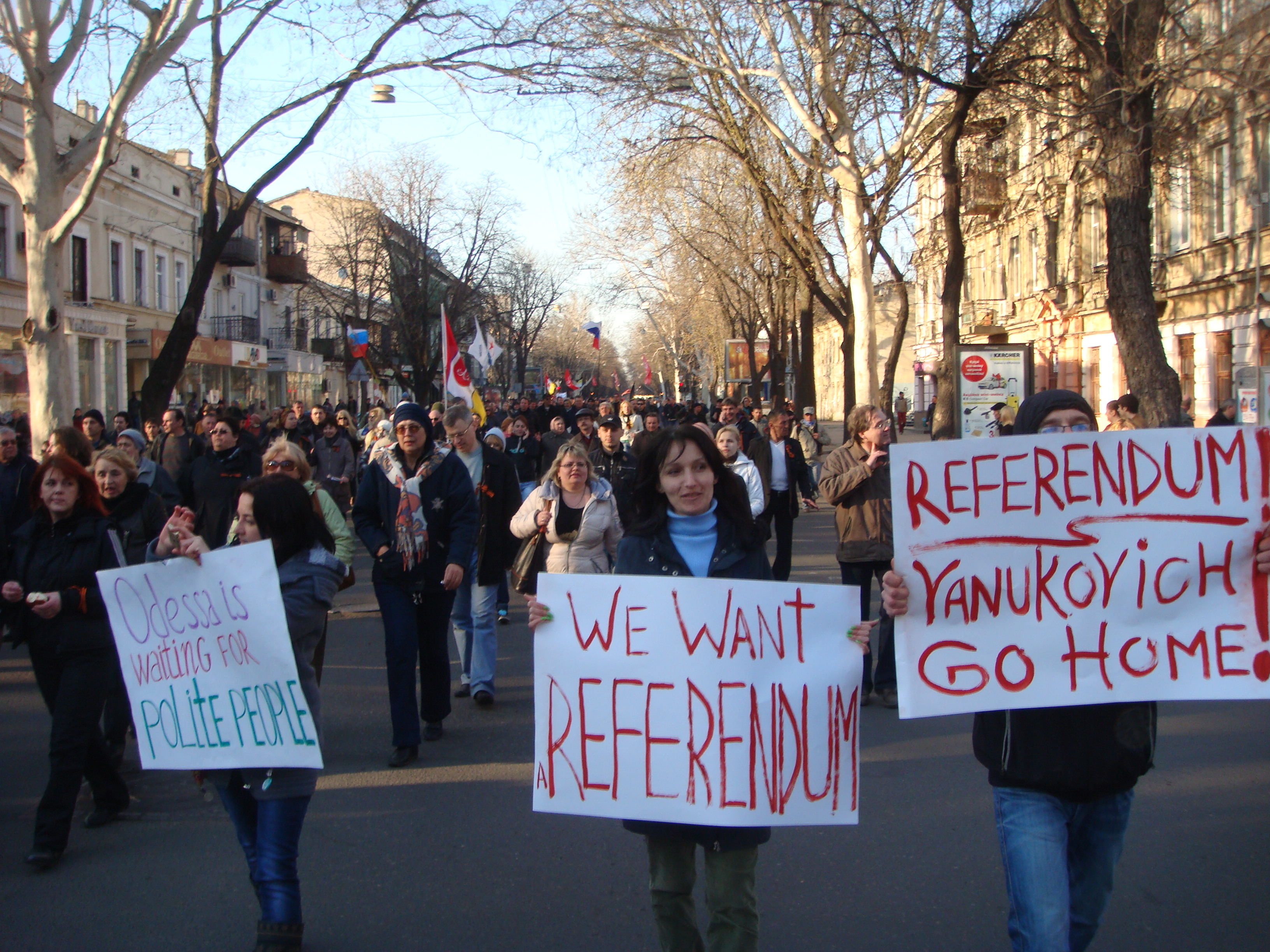
Сторонники «референдума» в Одессе на демонстрации 30 марта 2014 года

### Луганск
2 марта пророссийские активисты штурмовали здание Луганского областного совета. Депутаты под давлением митингующих приняли резолюцию, в которой областной совет заявлял о непризнании «центральных органов исполнительной власти, сформированных Верховной Радой Украины с нарушением законодательства», и выдвигал ряд требований к Верховной Раде, заявив, что в случае их невыполнения депутаты обратиться за помощью к «братской России». Тем временем Александр Турчинов назначил новым главой Луганской области Михаила Болотских, который сменил Владимира Пристюка.

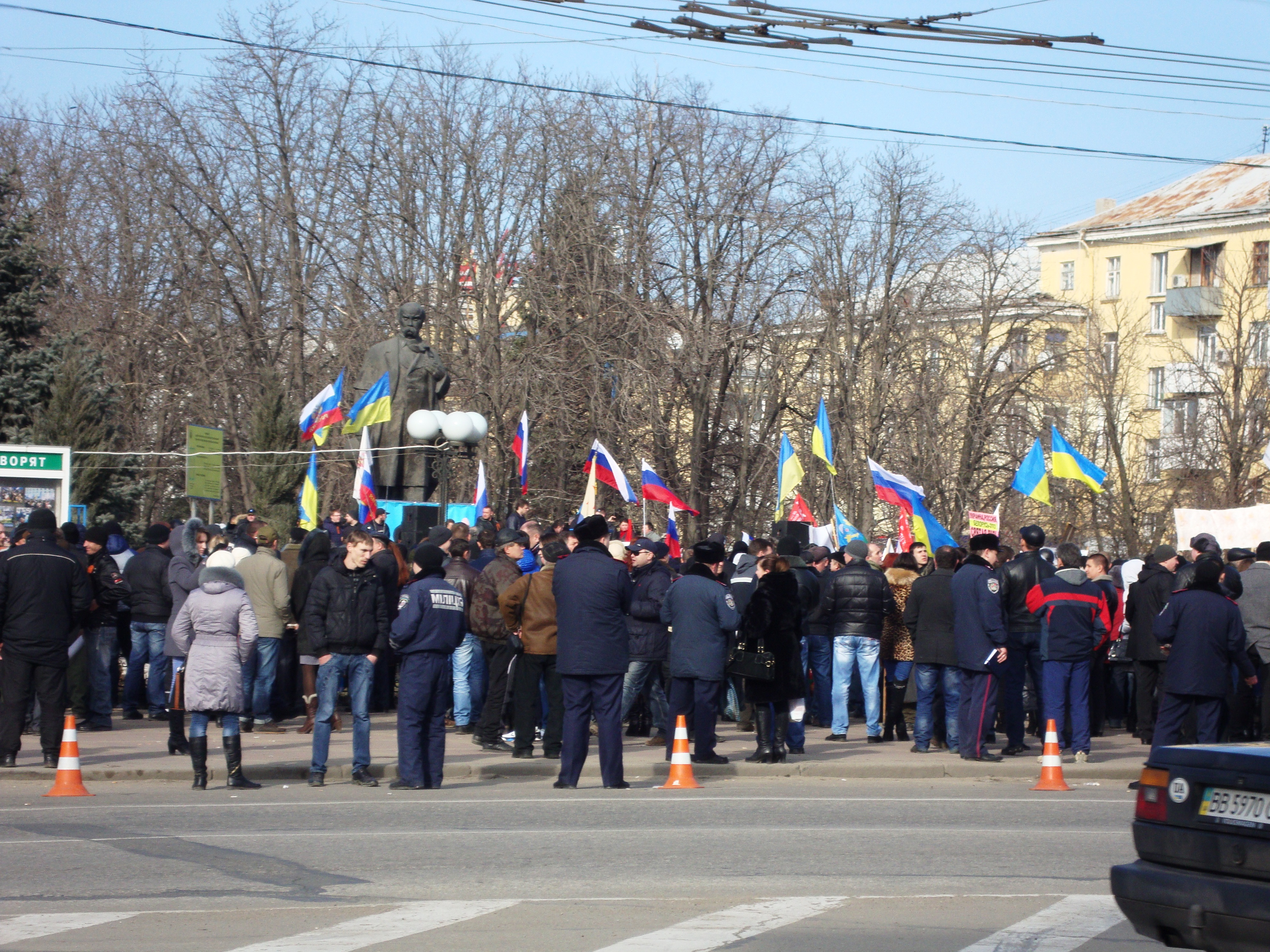
Митинг в Луганске

5 марта в ходе митингов Александр Харитонов был самопровозглашён «народным губернатором Луганщины».

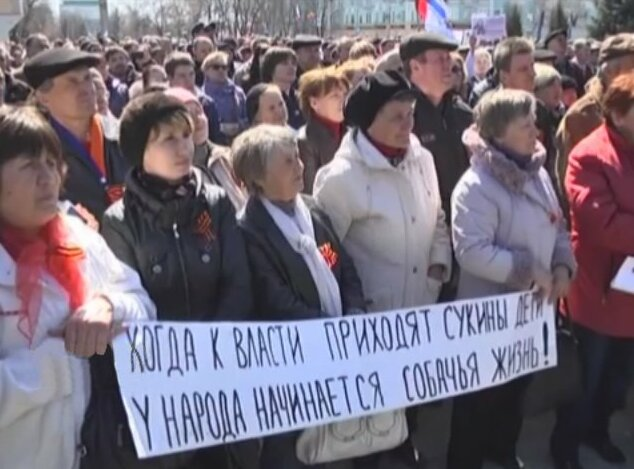
Пророссийский митинг в Луганске

9 марта пророссийские сепаратисты захватили здание ОГА, а губернатора Михаила Болотских — заставили написать заявление об отставке.
11 марта депутат Луганского областного совета и руководитель организации «Молодая гвардия» Арсен Клинчаев был задержан и доставлен в СИЗО сотрудниками СБУ по подозрениям в организации захвата административных зданий. 13 марта СБУ задержала руководителя организации «Луганская гвардия» Александра Харитонова.
В ночь с 29 на 30 марта на палаточный городок пророссийских активистов подвергся нападению и был разгромлен.
5 апреля СБУ сообщило о задержании диверсионной группы из 15 человек, которая планировала 10 апреля осуществить вооружённый захват власти в области.

## Захваты оружия
С 6 апреля участники протестов на Юго-Востоке Украины перешли к активным действиям, захватив ряд административных зданий в Донецкой, Луганской и Харьковской областях.
В Донецке пророссийские сепаратисты 7 апреля провозгласили «Акт о государственной самостоятельности Донецкой области», который был денонсирован 8 апреля в связи с попыткой сотрудничества сепаратистов с правоохранительными органами через переговорную группу, которую возглавил донецкий олигарх Ринат Ахметов.
6 апреля в Луганске пророссийские сепаратисты захватили здание СБУ и получили доступ к арсеналу, после чего возвели рядом со зданием баррикады и палаточный лагерь.

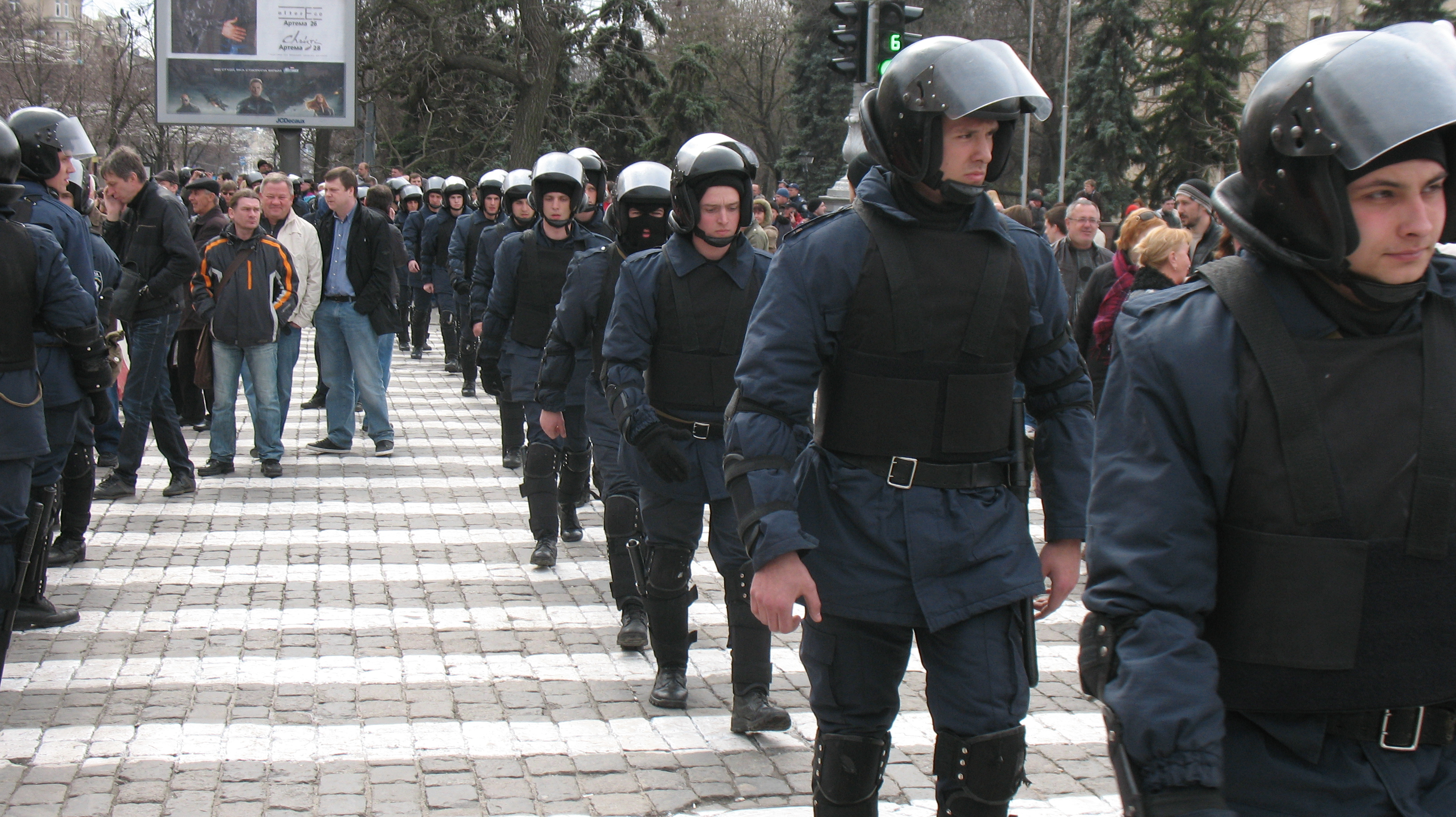
Специальный отряд Милиции перед штурмом захваченной ХОГА. 7 апреля 2014 года

7 апреля в Харькове сепаратисты захватили вестибюль здания ОГА, где самопровозглашённые «депутаты Харьковского облсовета» заявили о провозглашении «Харьковской народной республики». Реакцией властей стало проведение антитеррористической операции, в ходе которой правоохранительные органы вернули контроль над зданием ОГА и задержали около 70 сепаратистов, являвшихся местными жителями. Кроме этого, министр внутренних дел Арсен Аваков заявил о том, что треть сотрудников местных правоохранительных органов будут уволены из-за саботирования работы служб. 10 апреля Харьковский суд «в интересах национальной безопасности и гражданского порядка» запретил проводить митинги группе пророссийских активистов.
8 апреля исполняющий обязанности Президента Украины Александр Турчинов заявил о пресечении сепаратистских движений в Николаевской и Днепропетровской областях. При этом в самом городе Днепре с митингующими удалось договориться о сотрудничестве в обмен на прекращение призывов к сепаратизму.

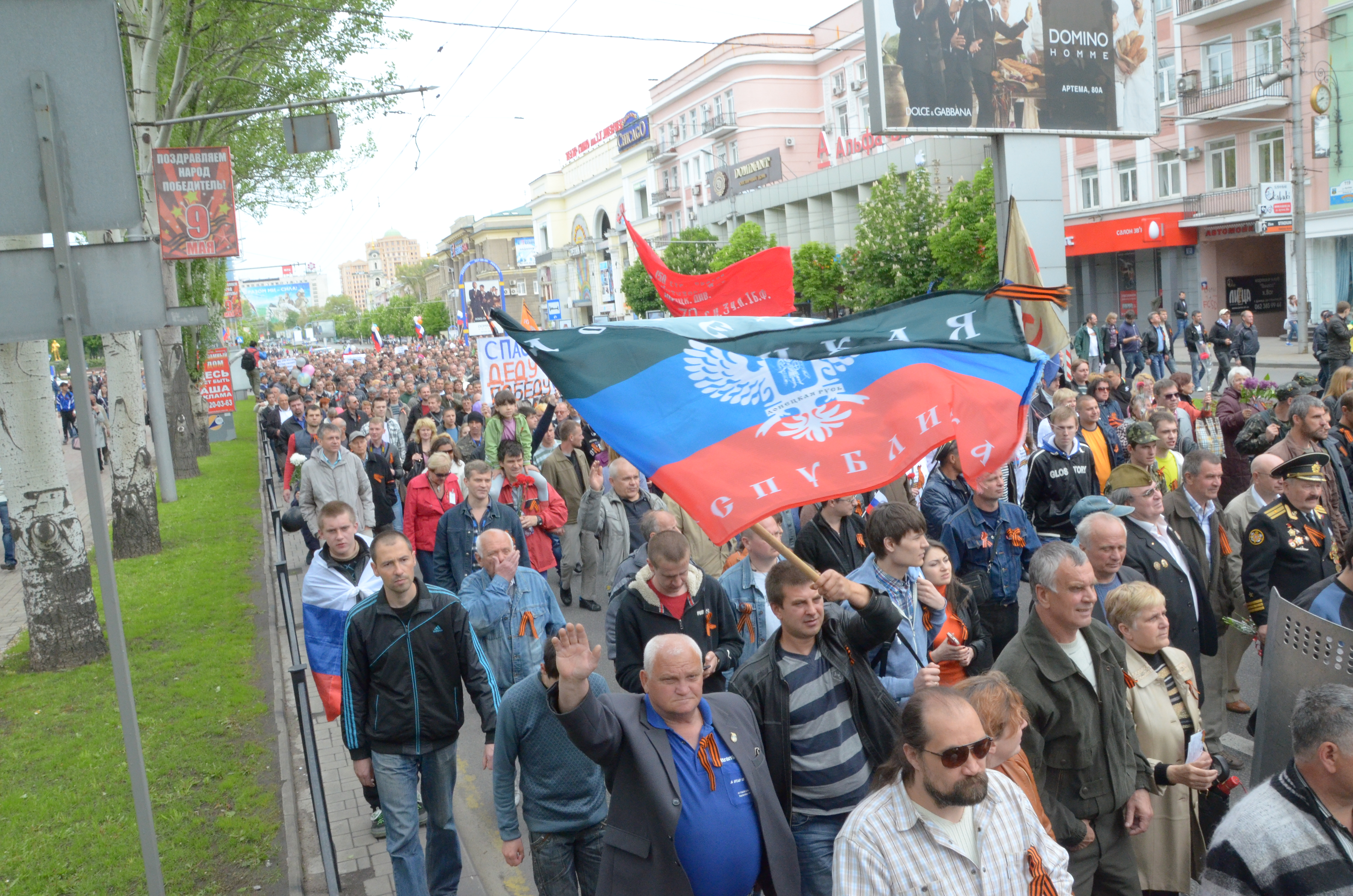
Шествие с флагом Донецкой Народной Республики 9 мая 2014 года

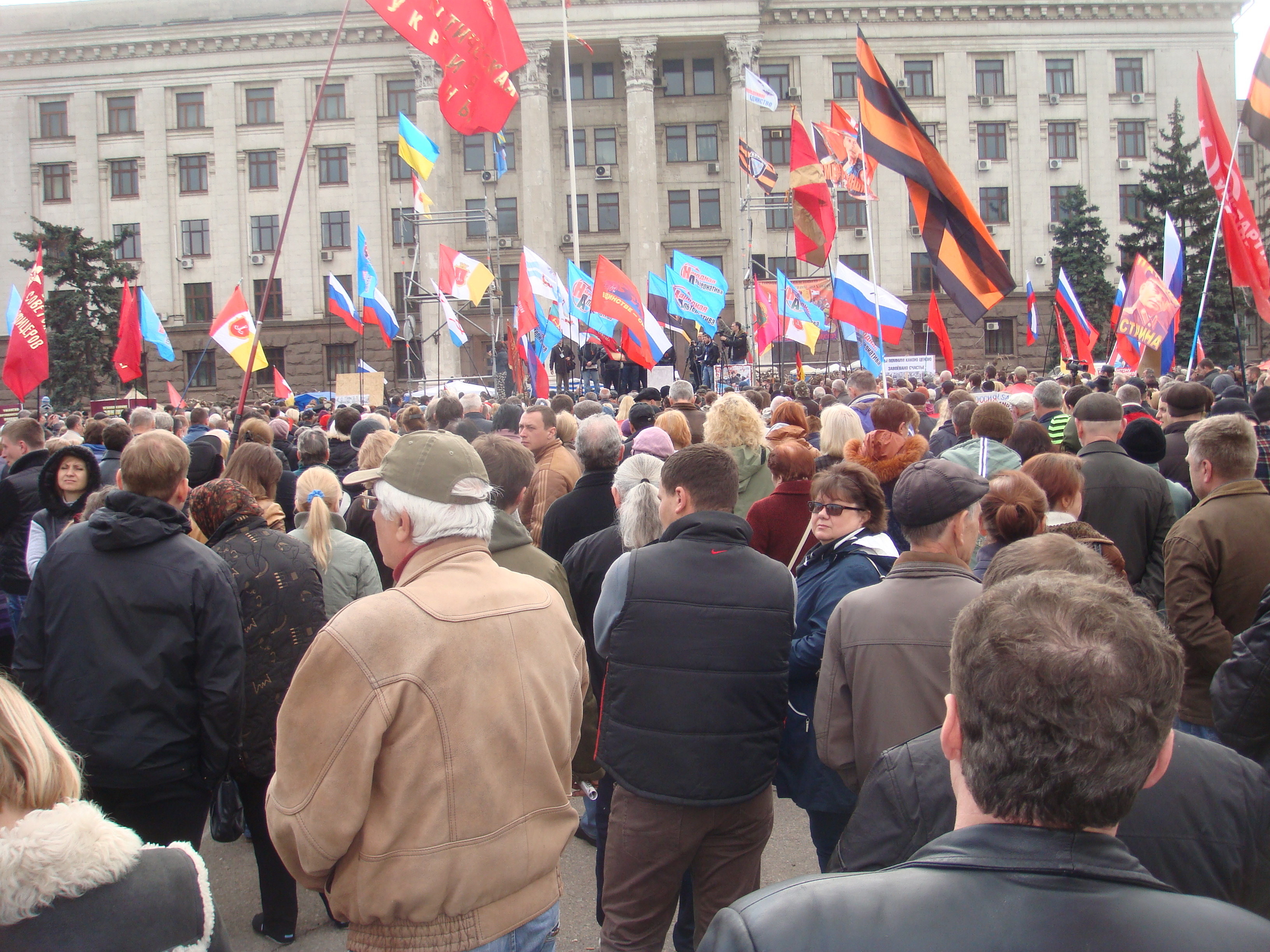
Одесса, 13 апреля 2014 года.

## Начало войны на Донбассе
В ночь с 11 на 12 апреля группа боевиков, состоящая из граждан России под руководством Игоря Стрелкова (Гиркина), который до этого участвовал в операции Москвы по занятию Крыма, прошла из Крыма и заняла стратегически важный пункт — город Славянск, который с этого дня стал центром противостояния сепаратистов и правительственных войск в Донецкой области.
В ответ на захваты административных зданий и отделов милиции с захватом оружия 13 апреля СНБО Украины обнародовал решение начать широкомасштабную антитеррористическую операцию на востоке Украины с привлечением вооружённых сил. В своём видеообращении к украинцам и. о. президента Александр Турчинов заявил, что если до утра 14 апреля граждане сложат оружие и покинут захваченные помещения, они не будут наказаны. 15 апреля Александр Турчинов объявил о начале антитеррористической операции на севере Донецкой области. В это время большое количество бойцов и тяжёлого вооружения поступило на Украину в зону боевых действий через российско-украинскую границу.
В середине апреля командование сепаратистским движением взяли на себя российские граждане.

## Роль России в организации протестов
Канадский историк Александр Мельник считает, что наибольшее влияние на кризис в юго-восточных регионах Украины оказали систематические усилия РФ обратить вспять изменения, начавшиеся после победы Евромайдана в феврале 2014. Российская тактическая цель, кроме аннексии Крыма, состояла в превращении Украины в конфедерацию с помощью кампаний гражданских неповиновений на юго-востоке Украины. Кампания включала пророссийские демонстрации и захват власти областными Советами депутатов. Аннексия Крыма и новое федеративное конституционное устройство предполагалось легитимизировать через СБ ООН. По причине слабой поддержки РФ населением Украины вне Крыма и Донбасса, отказа местных элит действовать по плану России, и неподдержки Западом тактическая цель переформатирования Украины в марте 2014 не была достигнута, и методы воздействия РФ были изменены на провозглашение новых политических образований и гибридную войну на Донбассе. К концу марта политическое общество на Донбассе было безвозвратно расколото на идентифицирующих себя с единой Украиной, на поддерживающих автономию / федерализацию, и на требующих независимости или присоединения к России.
Украинские СМИ сообщали, что 1 марта по Донецкой области «разъезжали автобусы и автомобили с российскими номерами» и что часть пророссийских активистов прибыли на таких автобусах. Власти Украины неоднократно заявляли, что на митинги в восточных областях страны из России на автобусах завозятся граждане России.
По данным Службы безопасности Украины, главнокомандующий силами ДНР Игорь Гиркин — офицер ГРУ России.
В апреле 2014 года Генпрокуратура Украины завела уголовное дело против российского Сбербанка, который подозревается в финансировании терроризма на территории Украины.
Исходя из анализа перехваченного телефонного разговора между представителем президента РФ Владимиром Лукиным и Гиркиным, СБУ заключила, что Россия непосредственно контролирует сепаратистов. Сам Лукин подтвердил факт разговора, но отрицал контроль России над .
17 апреля 2014 года командующий войсками НАТО в Европе генерал Филип Бридлав написал в своём блоге, что поведение вооружённых людей позволяет указать на их связь с российской армией. По его оценке, то, что происходило на востоке Украине, являлось хорошо спланированной и организованной военной операцией.
В 2016 году Генеральная прокуратура Украины предъявила аудиозаписи, из которых следовало, что советник президента России Сергей Глазьев и экс-депутат Константин Затулин имели отношение к аннексии Крыма и организации беспорядков в Харькове и Одессе.

## Реакция украинских властей
1 марта СНБО принял решение «О безотлагательных мерах по обеспечению национальной безопасности, суверенитета и территориальной целостности Украины» и поручил Нацсовету по телевидению и радиовещанию отключить российские каналы на Украине за искажение информации о событиях в стране. Национальный совет обязал провайдеров сделать это до 11 марта, однако не все провайдеры согласились с этим решением. С 25 марта 2014 года по решению Киевского административного суда на Украине было прекращено вещание телеканалов «РТР», «Первый», «Россия 24» и «НТВ». Ранее запретить трансляцию российских каналов предложили депутаты от партии «Свобода».
Украинское государство найдёт всех зачинщиков сепаратизма и раскола, которые сейчас под прикрытием российских военных пытаются уничтожить украинскую независимость. Мы найдём всех, через год, через два, привлечём к суду и будем судить в украинских и международных судах. Земля под ногами будет гореть. В мире не останется ни одного места, где они смогут себя свободно чувствовать, и Россия их не защитит.
 — Арсений Яценюк, 16 марта 2014 года
12 марта Росавиация распространила заявление о том, что сотрудники пограничных служб Украины не выпускают из самолётов на территорию Украины пилотов российских авиалиний. Такие случаи имели место в аэропортах Донецка и Харькова. Украинские пограничники не пускают на территорию Украины пассажиров, не имеющих обратных билетов. На приднестровском участке молдавско-украинской границы Государственная пограничная служба Украины закрыла передвижение для мужчин с российским гражданством, а также не были пропущены составы грузом, предназначенным для российских войск в Приднестровье.
16 марта секретарь Совета национальной безопасности и обороны Украины (СНБО) Андрей Парубий заявил о срыве широкомасштабной операции российских сепаратистов по вторжению на Украину под названием «Русская весна». По его словам, сепаратисты планировали захват власти на юго-востоке страны по крымскому сценарию.
8 апреля Верховная рада приняла закон об ужесточении уголовной ответственности за сепаратизм. Депутаты также дополнили Уголовный кодекс Украины статьёй, которая предусматривает ответственность за препятствование деятельности Вооружённых сил страны и других военных формирований.
16 мая Генеральная прокуратура Украины в сотрудничестве со Службой безопасности Украины начала уголовное производство по статье 258-3 УК Украины («Создание террористической организации») в связи с деятельностью ДНР и ЛНР. Первый заместитель генерального прокурора Украины Николай Голомша сообщил, что ДНР и ЛНР являются террористическими организациями, у которых «есть четкая иерархия, финансирование, каналы поставок вооружения».

## Реакция международных организаций
13 апреля специальная наблюдательная миссия ОБСЕ посетила Харьков, Луганск, Донецк и Славянск, и оценила ситуацию как «напряжённую» и чреватую ухудшением.
17 апреля Совет безопасности ООН провёл очередную встречу по ситуации на Украине. В ходе встречи обсуждался доклад помощника секретаря СБ ООН Ивана Шимоновича. В докладе Шимонович написал, что ситуация с правами человека на Украине значительно ухудшилась по сравнению с мартом. Вместе с тем, по его мнению, российские СМИ преувеличили единичные несистематические нападения на этнических русских с целью «посеять страх и неуверенность среди этнической русской общины». Представитель США при ООН Саманта Пауэр заявила, что Россия «хорошо оркестрирует профессиональную кампанию подстрекательства, сепаратизма и саботажа украинского государства», сопровождаемую «постоянной дезинформацией и пропагандой». Эту позицию поддержали другие члены Совбеза. Представитель России при ООН Виталий Чуркин назвал доклад однобоким и предвзятым.
В НАТО заявили о нарушении Россией достигнутых в Женеве договорённостей по Украине, заместитель генерального секретаря альянса Александра Вершбоу рекомендовал Москве вернуть войска в казармы и публично осудить насилие со стороны вооружённых сепаратистов на востоке Украины.

17 апреля в Женеве состоялась встреча по урегулированию кризиса на востоке Украине представителей США, Евросоюза, России и Украины. В совместном заявлении по итогам встречи в Женеве говорилось:
Все стороны обязались воздержаться от любых форм насилия, запугивания или провокационных действий. Участники встречи решительно осудили и отвергли все проявления экстремизма, расизма и религиозной нетерпимости, включая проявления антисемитизма. Все незаконные вооруженные формирования должны быть разоружены; все незаконно захваченные здания должны быть возвращены законным владельцам; все незаконно захваченные улицы, площади и другие общественные места в украинских городах должны быть освобождены. Всем участникам протестов и тем, кто освободит здания и другие общественные места и добровольно сложит оружие, будет гарантирована амнистия, за исключением тех, кто будет признан виновным в совершении тяжких преступлений.
24 апреля генеральный секретарь ОБСЕ Ламберто Заньер заявил: «То, что мы видим в Донецке, — результат недостатка доверия. Люди считают, что нет инклюзивного диалога со стороны нового правительства».
2 мая эмиссар ОБСЕ по Украине Тим Гульдиман заявил, что большинство украинцев восточных областей не хотят присоединения к России хотя «продолжают поддерживать хорошие отношения с Россией из причин культурной и экономической близости» и, согласно сообщениям комиссаров ОБСЕ, требуют обеспечить им спокойную жизнь.

## Реакция США
12 апреля в ходе телефонного разговора с главой МИД России Сергеем Лавровым госсекретарь США Джон Керри обвинил Россию в организации нападений на правительственные учреждения на востоке и выразил опасения по поводу того, что атаки вооружённых лиц на востоке Украины были тщательно организованы и синхронизированы, также как и предыдущие атаки на востоке Украины и в Крыму. Керри сказал, что, по его мнению, «за организацией этих нападений стоит Россия», а также заявил, что «боевики были оснащены российским вооружением и обмундированием, которое носили российские войска, вторгшиеся в Крым».
14 апреля Госдепартамент США опубликовал заявление, озаглавленное как «Сиквел российской беллетристики: ещё 10 ложных заявлений об Украине», призванное разоблачать российскую военную пропаганду. Предыдущие тезисы, иллюстрирующие заявления о ситуации в Крыму, сделанные Владимиром Путиным, ведомство опубликовало 6 марта. На этот раз в список ложных, по мнению госдепартамента, заявлений вошли утверждения о неучастии в этом конфликте российских агентов, исключительном участии в митингах лишь граждан Украины, широкой поддержке сепаратизма на востоке Украины, возможной гражданской войне, непризнании дончанами украинской власти, выводе российских войск от границы с Украиной, угрозах этническим русским и преследовании нацменьшинств, националистическом характере новой власти, не использовании РФ торговли и энергоресурсов в качестве оружия против Украины.

## Реакция в России

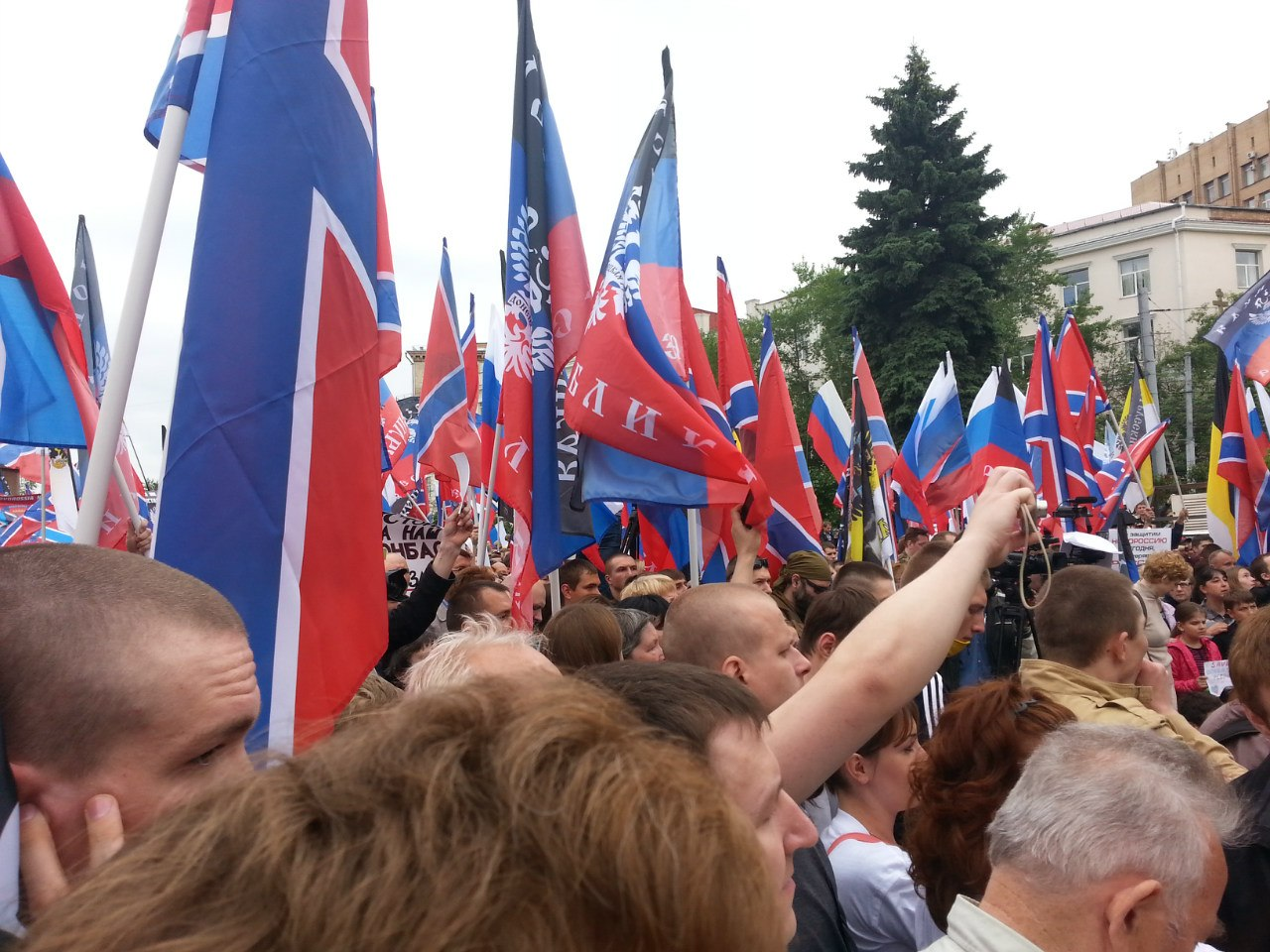
Митинг на Суворовской площади в Москве, 11 июня 2014

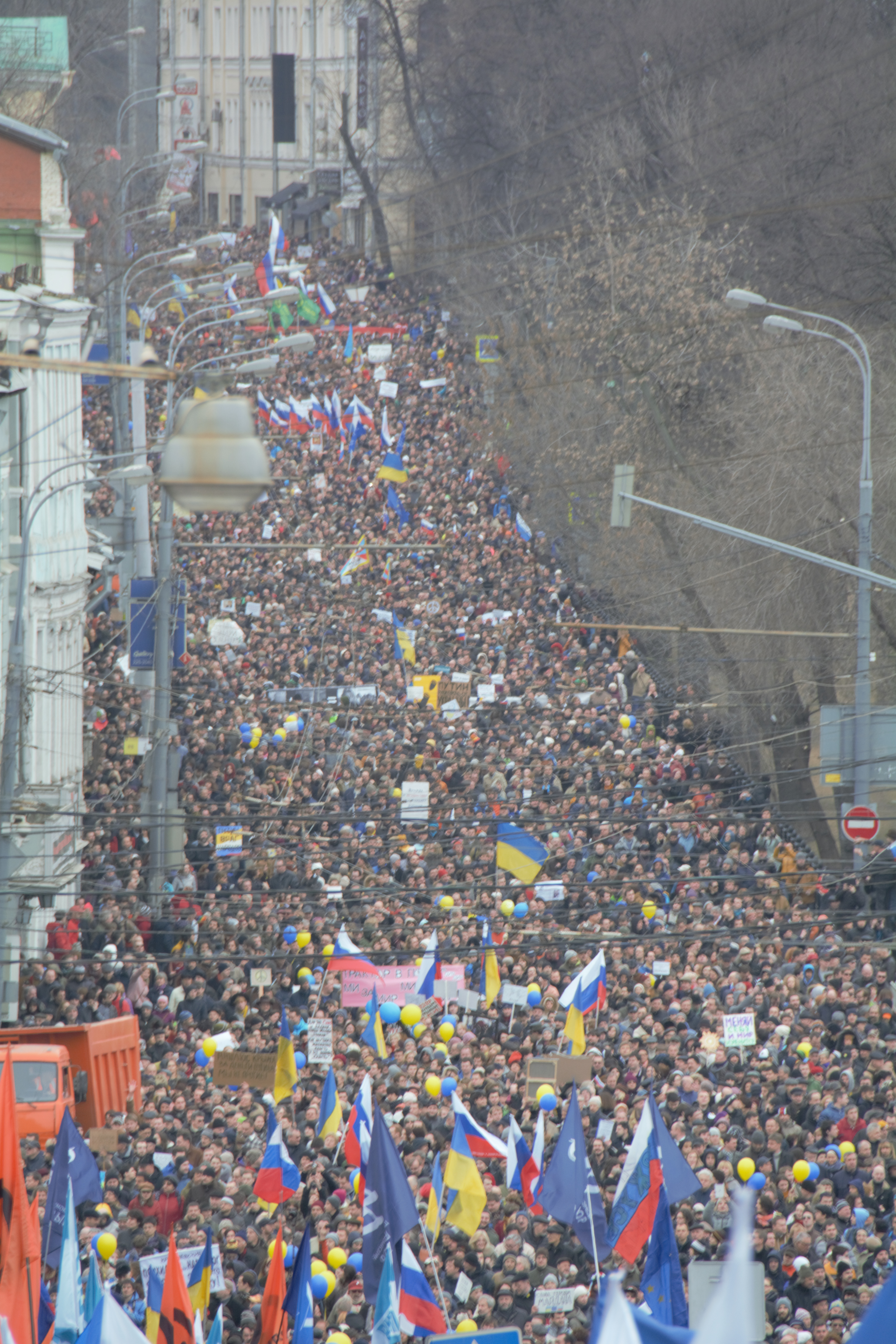
«Марш мира против ввода российских войск на Украину» 15 марта 2014 года в Москве

В начале марта во многих городах России прошли многотысячные митинги в поддержку русскоязычного населения Украины и бойцов спецподразделения «Беркут». Участники выразили солидарность с жителями Крыма и Восточной Украины, которые выступают против действий новых украинских властей. В ряде изданий сообщалось о том, что на митинги бюджетников «сгоняли».
22 марта 2014 года премьер-министр Республики Крым Сергей Аксёнов выступил с обращением к народу Украины, в котором выразил поддержку участникам акций протеста против нелегитимной власти.
14 июня в Москве прошёл митинг в поддержку сепаратистов.
В марте — сентябре 2014 года в России прошли многотысячные антивоенные протесты и другие мероприятия, направленные на мирное решение конфликта на Украине.

## Реакция в Белоруссии
Президент Белоруссии Александр Лукашенко признал Турчинова как и. о. президента Украины и выступил против федерализации Украины: 
Вы ведь прекрасно понимаете, для чего нужна федерализация. И прекрасно понимаете, к чему может привести эта федерализация. Если мы зафиксируем юридически, фактически руками украинцев раскол Украины на восток и запад, завтра не исключена возможность, что кто-то от этой федерации захочет часть оттяпать... Нет, мы хотим, чтобы Украина была единой, целостной, внеблоковой страной... Наверное, нашим братьям-россиянам не нравится позиция, которую я занял против федерализации. Но я бы был нечестным человеком, если бы обошел эту тему...